# Expresionismo en ladrillo

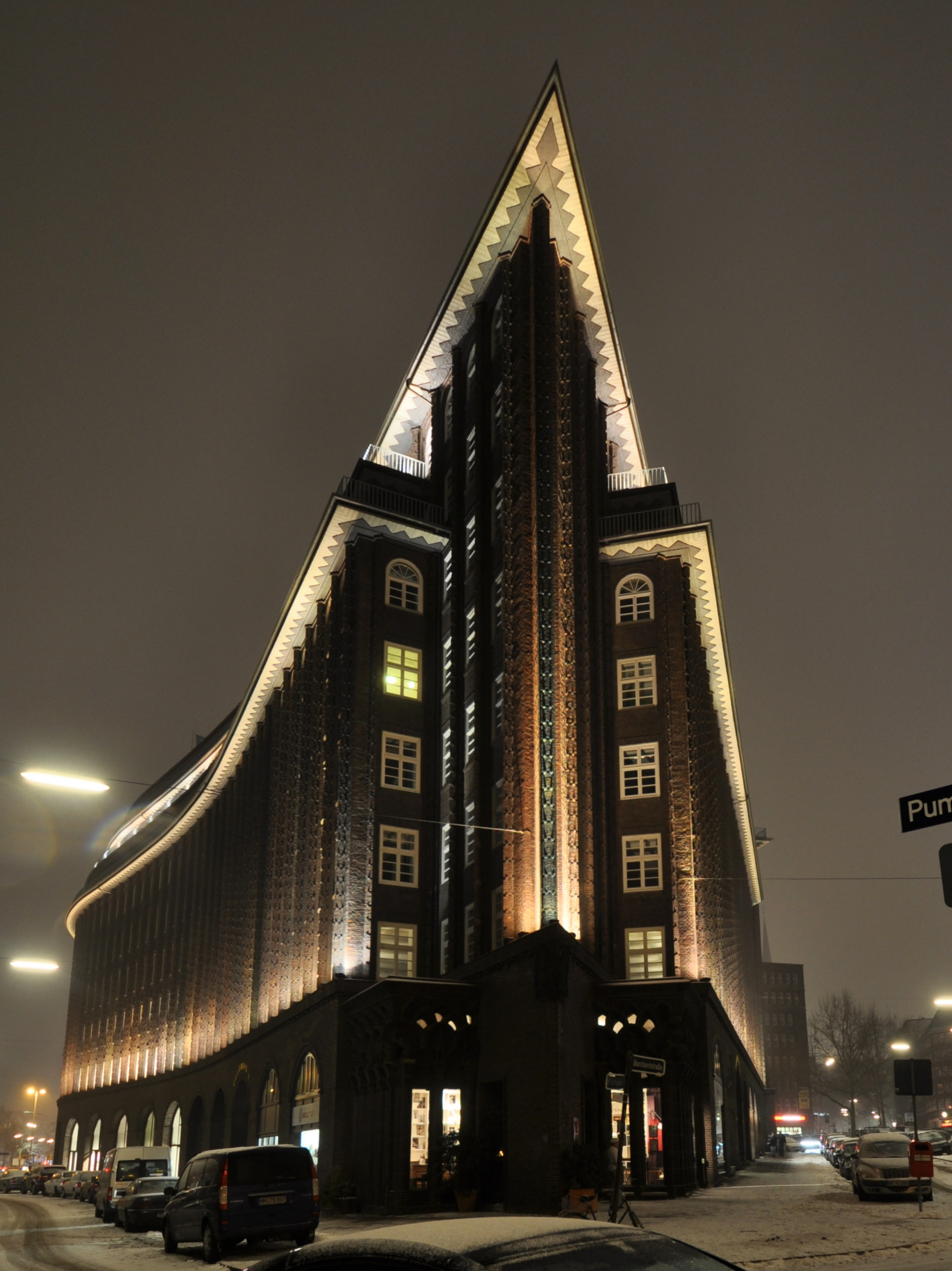
Chilehaus en Hamburgo.

El término expresionismo en ladrillo (en Alemán: backsteinexpressionismus) describe una variante de la arquitectura expresionista que usa ladrillos, baldosas o ladrillos clinker como el material de construcción más visible del edificio. Las construcciones con este estilo se levantaron especialmente en los años 1920, principalmente en Alemania y los Países Bajos.
Este estilo se usaba principalmente en las grandes ciudades del norte de Alemania y la zona del Ruhr, la Escuela de Ámsterdam pertenece al mismo movimiento. Este estilo tuvo cierto impacto fuera de las áreas mencionadas.

## Estilo

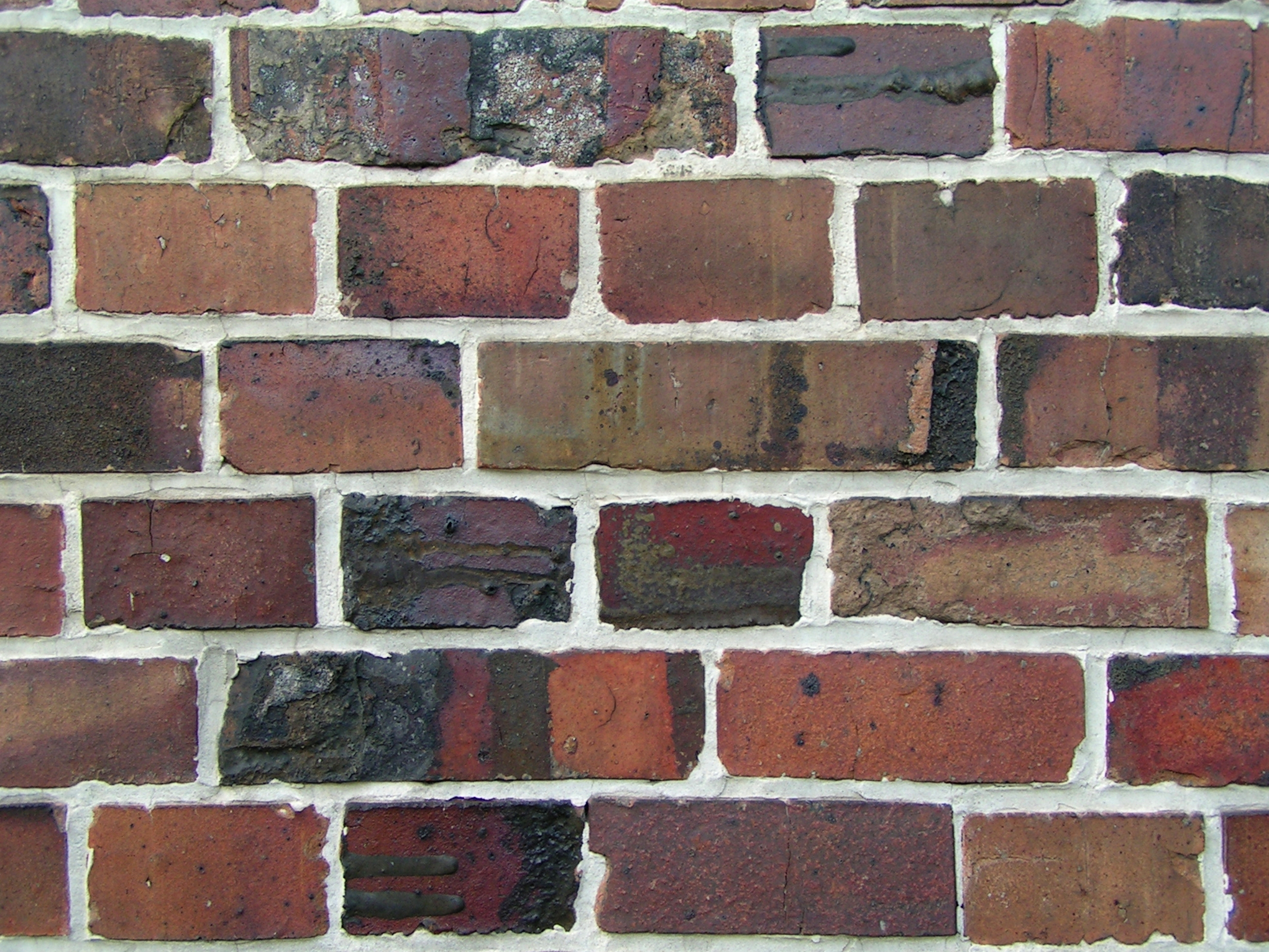
Ladrillos Clinker

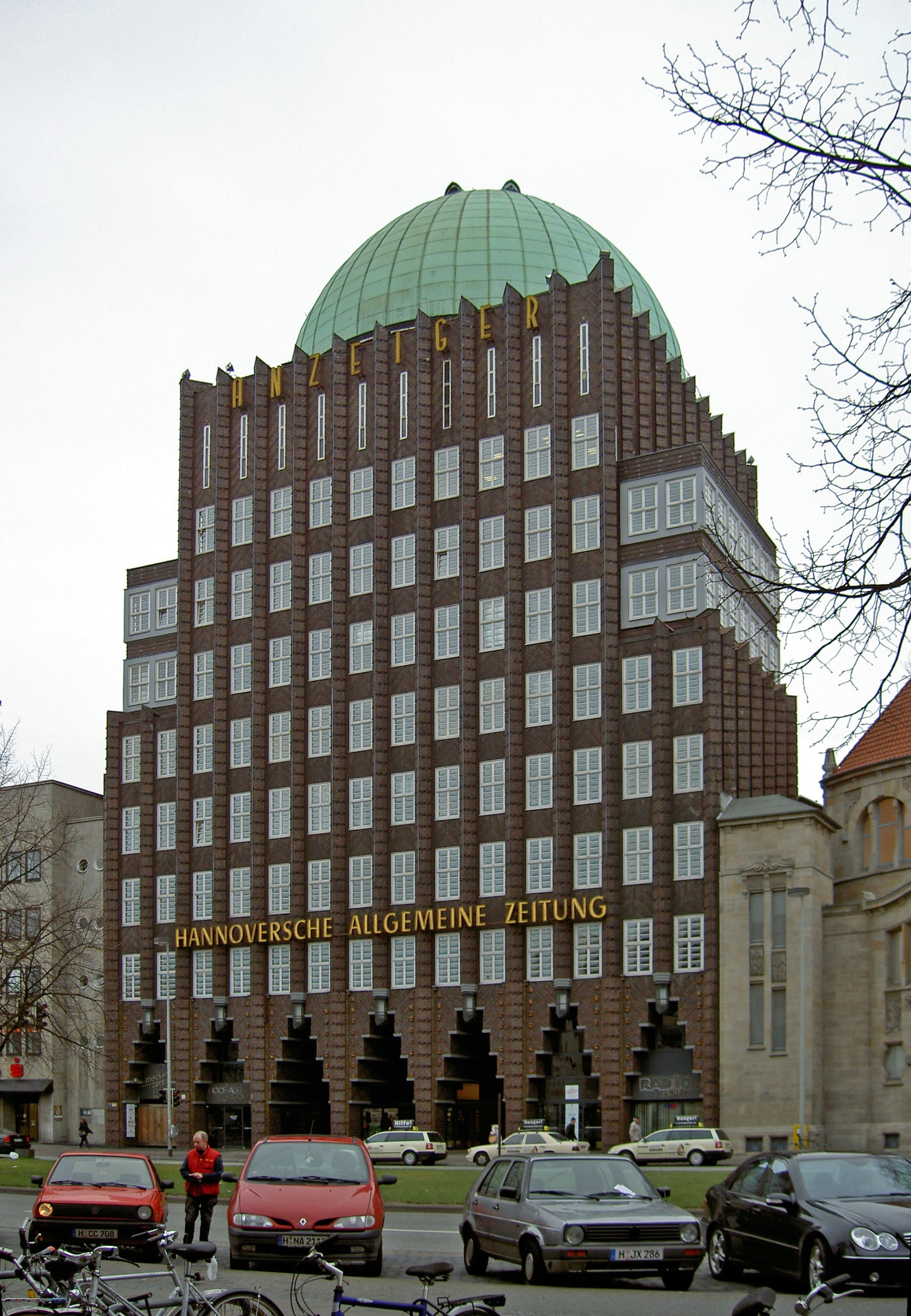
Anzeigerhochhaus en Hanover.

El expresionismo en ladrillo se desarrolló al mismo tiempo que el Nueva Objetividad de la Arquitectura de la Bauhaus. Pero al 
ver que los arquitectos de Bauhaus renunciaban al ornamento, los expresionistas desarrollaron una ornamentación distintiva, caracterizada por ángulos y puntas bastante fuertes. Querían expresar de esta manera la dinámica tensa e intensa de este periodo.
El material de construcción más popular era el ladrillo clinker. Este material se adaptó muy bien a los difíciles requisitos ambientales de construcción de edificios industriales, particularmente en la cuenca del Ruhr. Su característica superficie áspera y rica variedad de colores, desde el café al rojo y púrpura, también ayudó a la popularidad de este material.

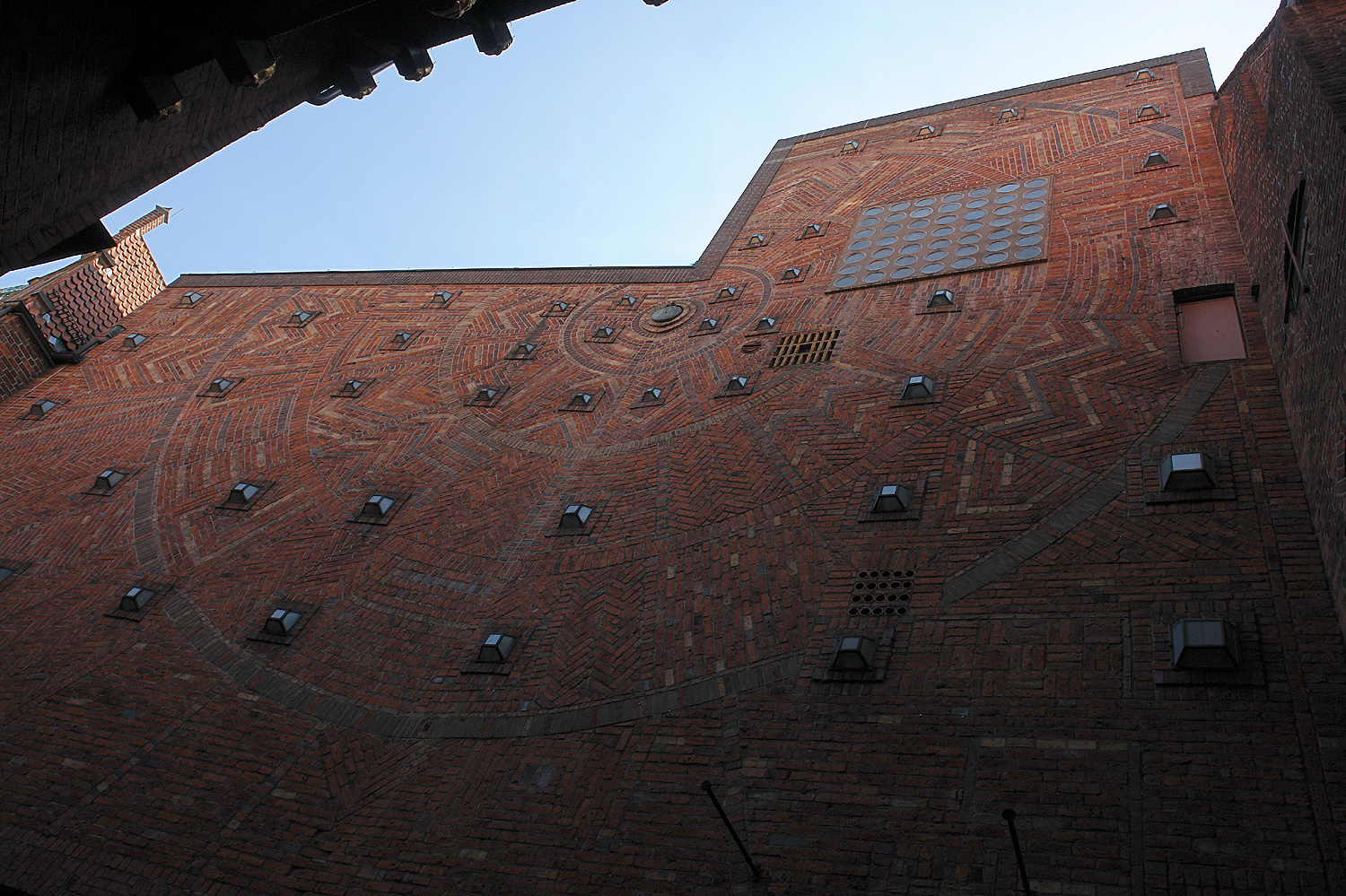
Ladrillos formando un patrón complejo, Böttcherstrasse, Bremen.

Una característica llamativa de este estilo es la vivacidad de sus fachadas, logradas a través de los aparejos en que eran puestos los ladrillos. Esto ayudó a darle vida a grandes muros, que de lo contrario serían monótonos. En ciertos casos, hasta los ladrillos de descarte (piezas que se habían dañado durante la cocción, o que se habían calentado demasiado, o no el tiempo necesario, haciéndolos imparejos o sin el color deseado) eran usados como elementos decorativos, explotando su apariencia individual. Los ladrillos angulares se combinaban de varias maneras, creando un rico repertorio ornamental, incluyendo 
formas esculturales.
Los diseños de las fachadas se mejoraban con el uso de escultura arquitectónica, hecha de ladrillos clinker o cerámica. Un conocido representante de esta forma de arte era Richard Kuöhl. Ernst Barlach también creó estatuas clinker, como el friso Gemeinschaft der Heiligen("comunidad de santos") en la iglesia Santa 
Catalina de Lübeck, Alemania (completada por Gerhard Marcks).
Ocasionalmente, se usaban elementos de otros estilos arquitectónicos, trasladados al repertorio de formas que permite el ladrillo. Por ejemplo en el Chilehaus de Fritz Höger en Hamburgo domina la estética art déco. La Anzeigerhochhaus en Hanover tiene algo de arquitectura oriental. Pero el expresionismo en ladrillo también creó su propio estilo, su propia idiosincrasia, como en la Iglesias Parábola (Parabel-Kirchen) por ejemplo: el Heiling-Kreuz-Kirche en Gelsenkirchen-Ückendorf.

## Norte de Alemania
Algunos de los mejores ejemplos del expresionismo en ladrillo están en Hamburgo. Aquí Fritz Höger creó el innovador Chilehaus, con sus pronunciada vertical y su curioso uso de materiales. Otros ejemplos son el vecino Sprinkenhof (de Hans und Oskar Gerson y Högen), el Broschekhaus y el Zigarettenfabrik Reemtsma (Fábrica de cigarros Reemtsma).
Otro importante representante del estilo en el norte de Alemania era Fritz Schumacher. Este creó numerosos edificios públicos en Hamburgo, como las oficinas financieras en el Gänsenmarkt, el crematorio en el Cementerio Ohlsdorf, el Walddörfer-Gymnasium en la escuela secundaria Volksdorf y la escuela Jarrestadt.
Böttchertrasse en Bremen es un gran ejemplo tardío del estilo en el norte de Alemania.

Ejemplos, Hamburgo y Norte de Alemania
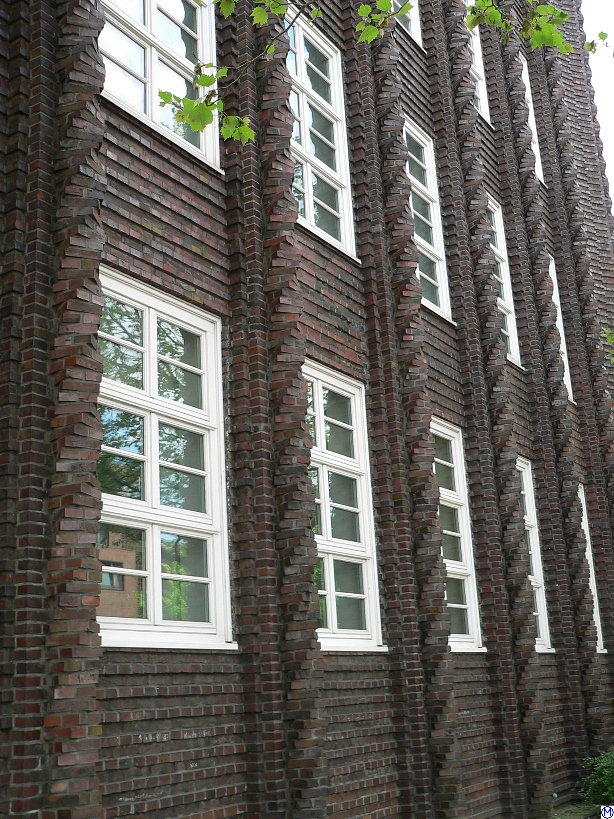
Fábrica de cigarros Reemtsma , Hamburgo, arquitecto: Fritz Höger.
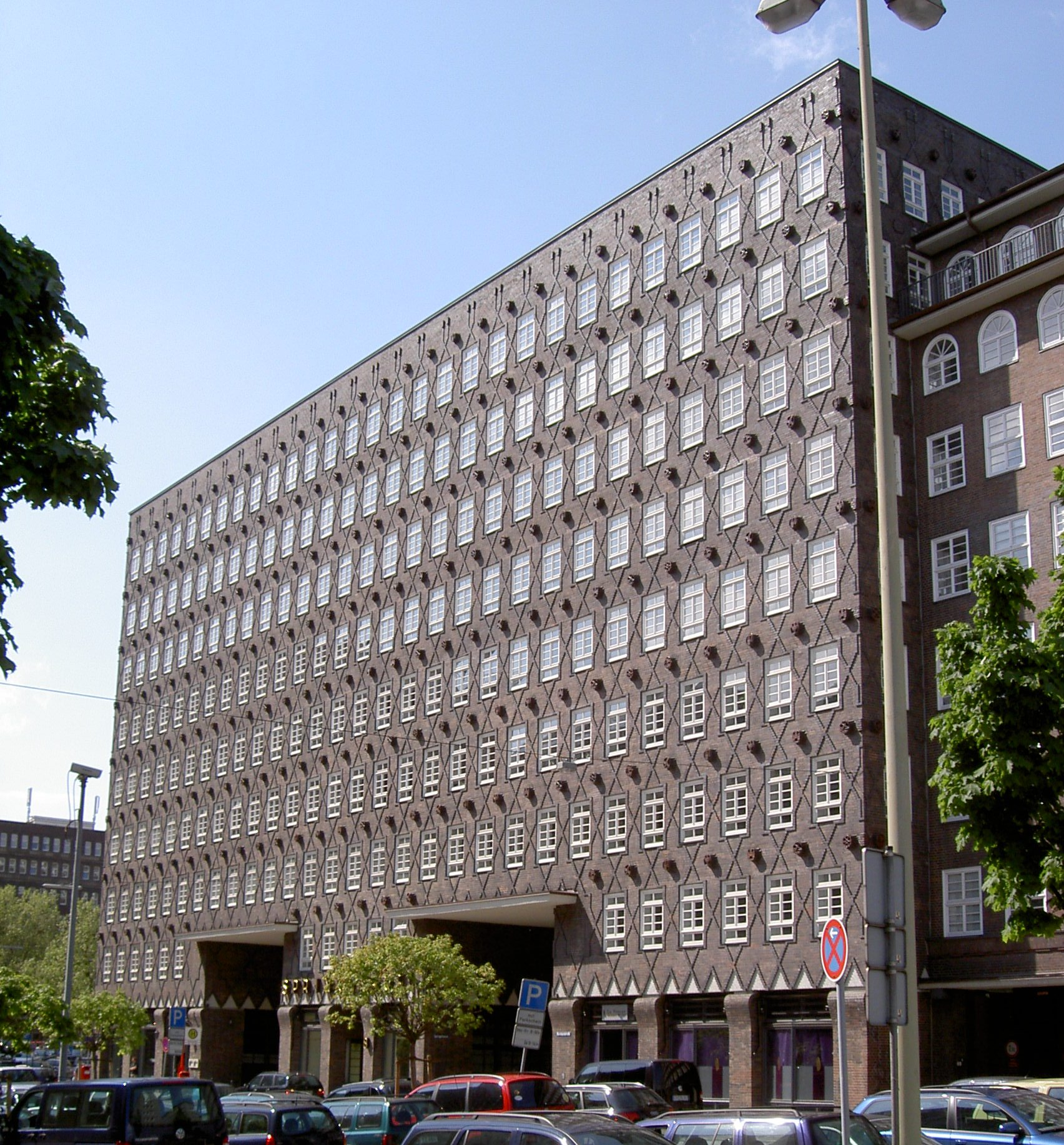
Sprinkenhof, Hamburgo.
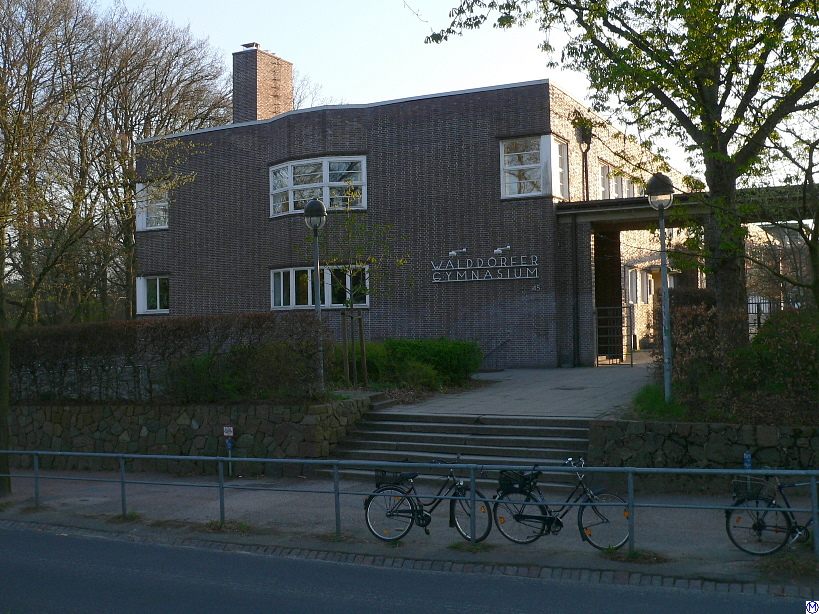
Walddörfer Gymnasium (escuela), Hamburgo.
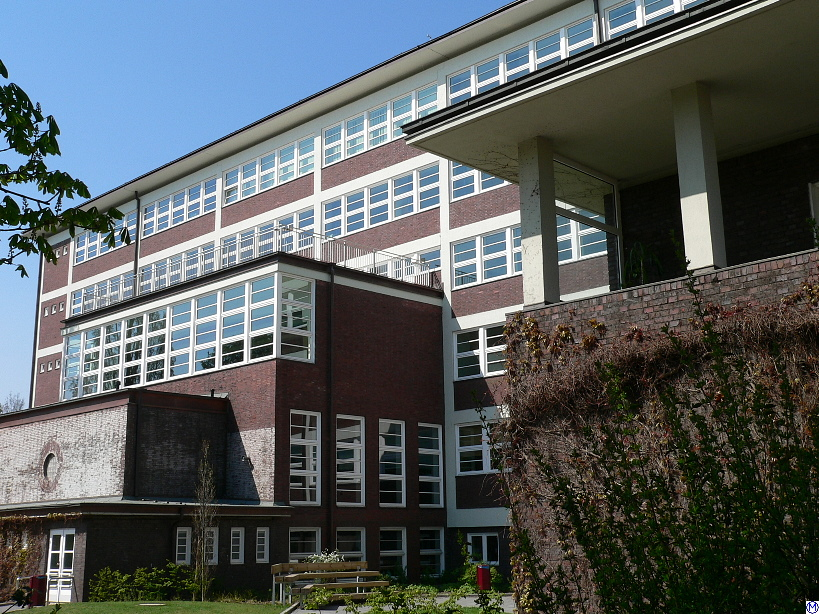
Escuela Jarrestadt, Hamburgo.
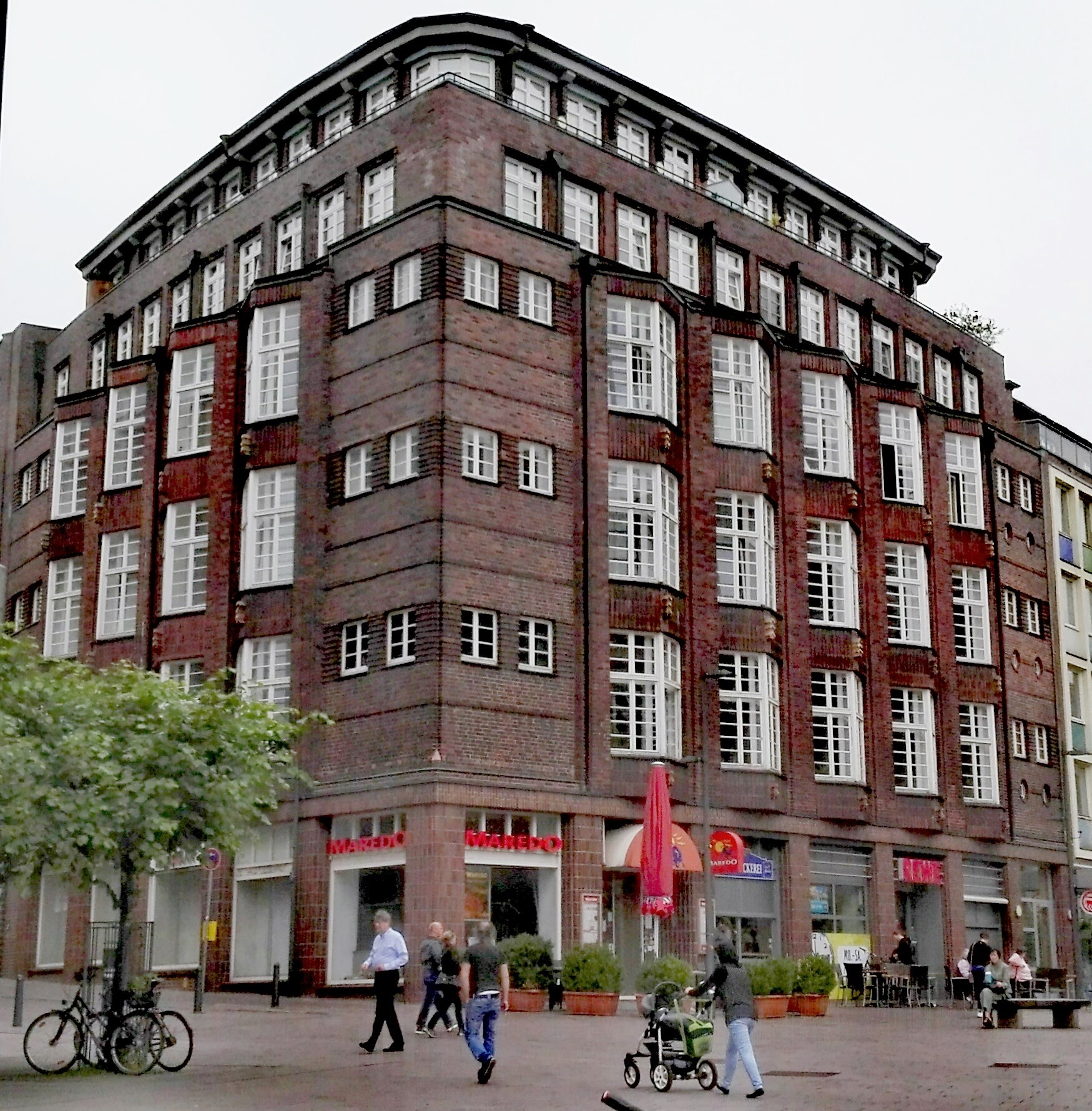
Grandes almacenes en Klingenberg, Lübeck
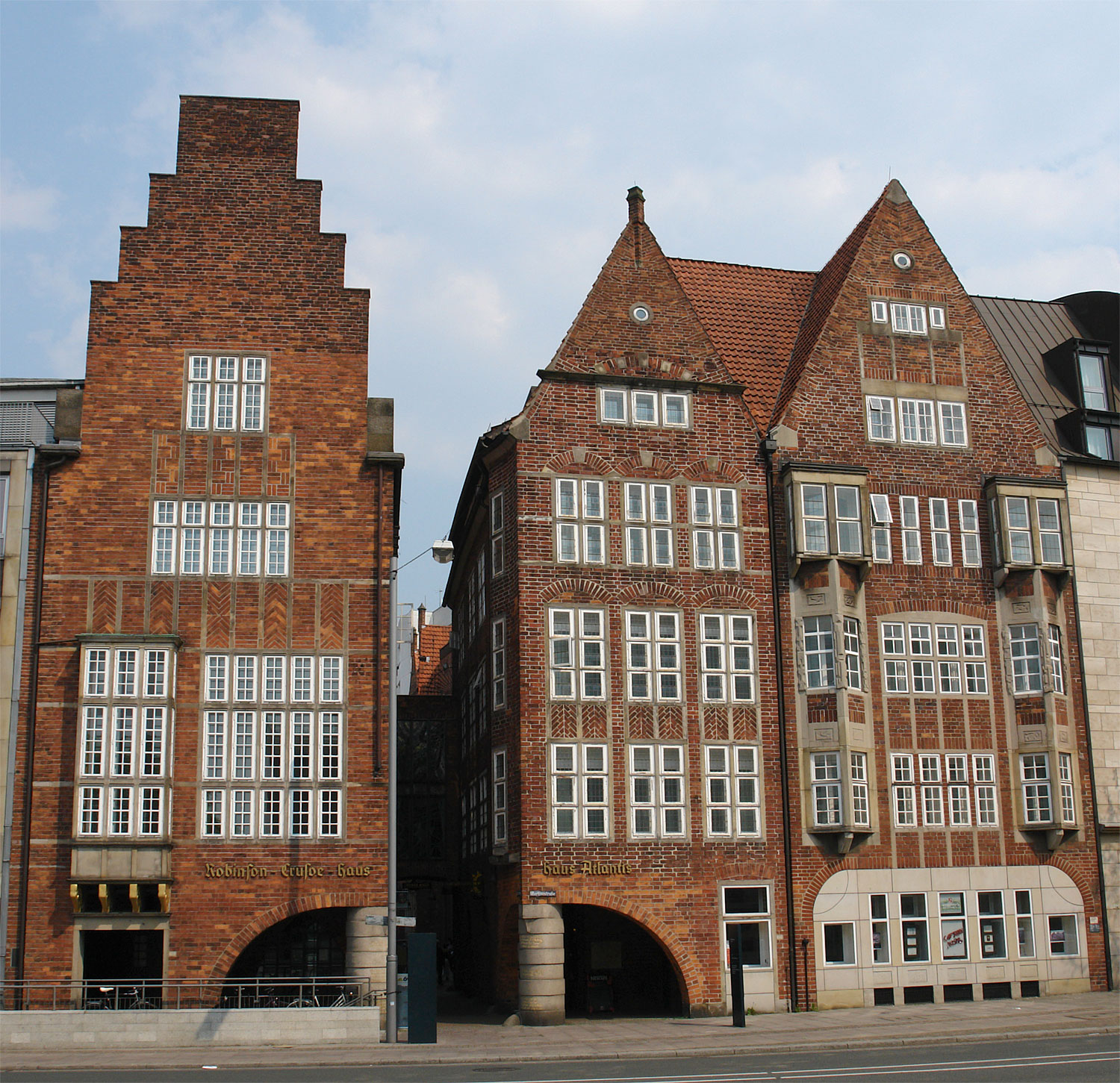
Böttcherstrasse, Bremen.
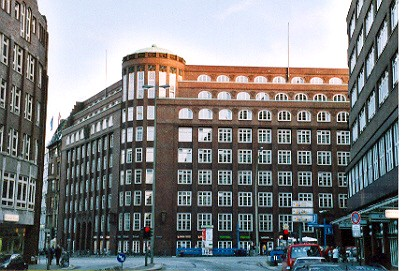
Oficinas en el Gänsenmarkt, Hamburgo
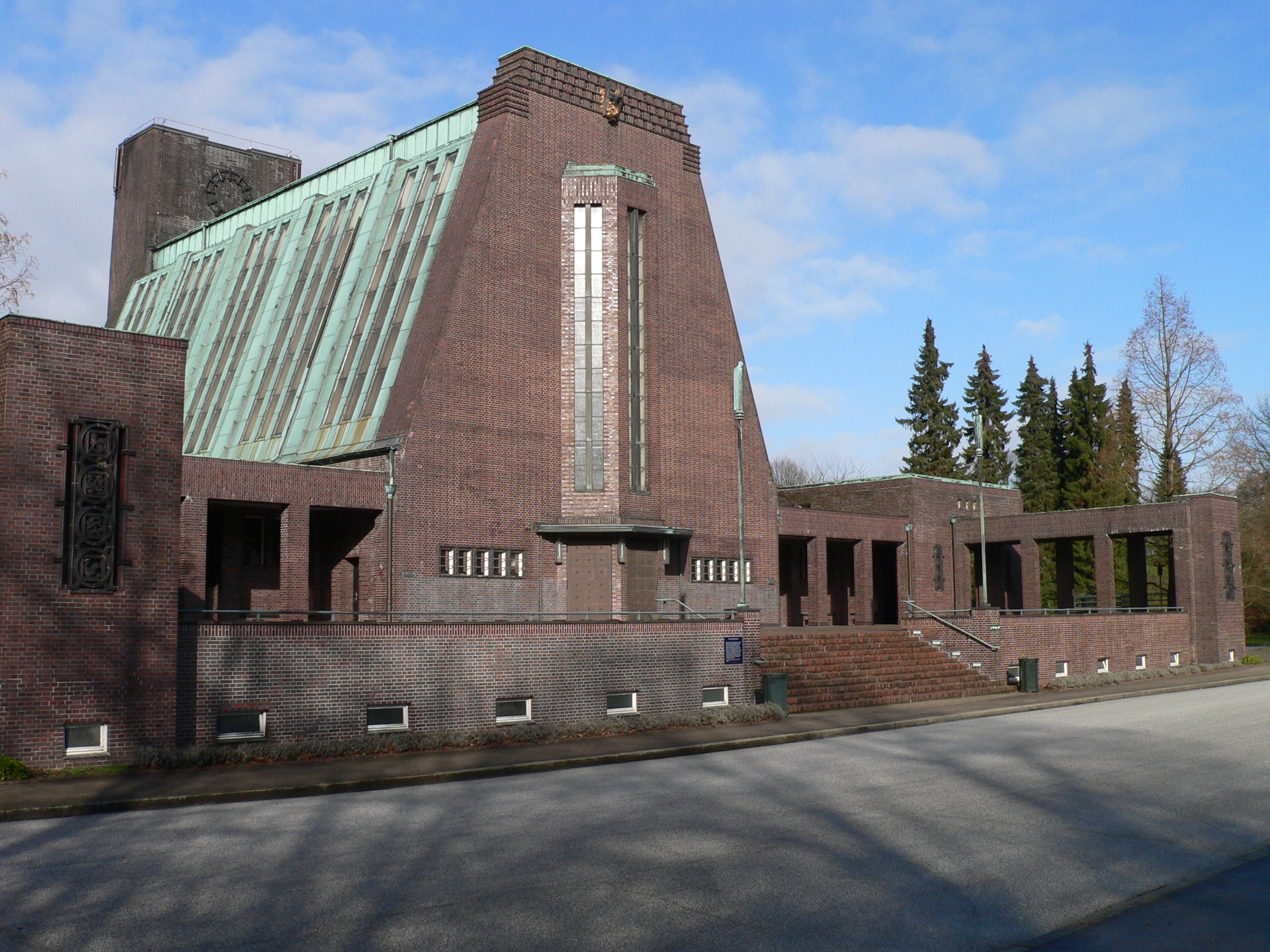
Crematorio Ohlsdorf de Fritz Schumacher, en Hamburgo.

## Área del Ruhr

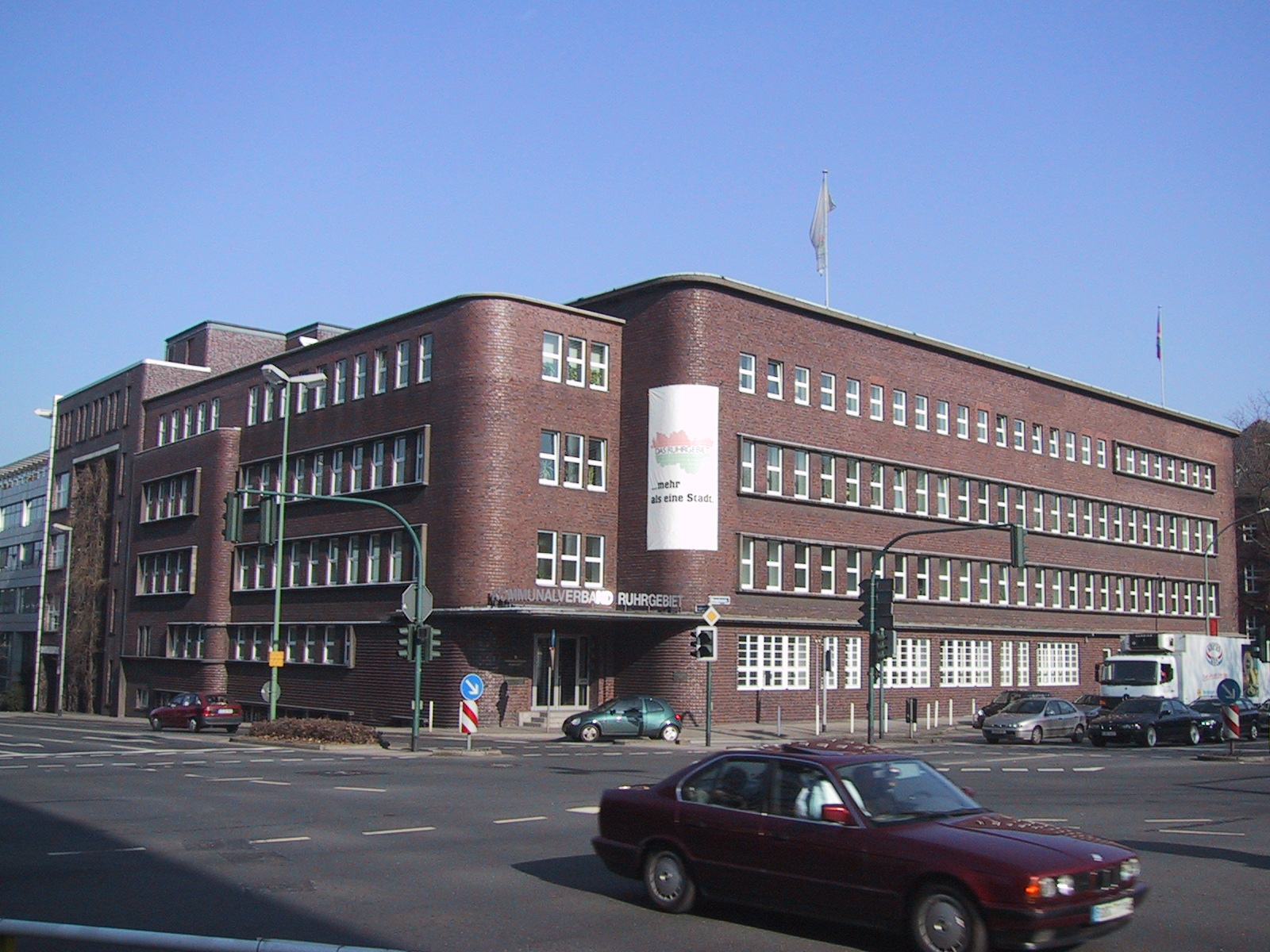
Oficinas centrales de Regionalverband, Essen.

El expresionismo en ladrillo tuvo su distribución más densa en el área del Rin-Ruhr, desarrollando un característico estilo regional. El material resistía difíciles condiciones industriales y permitía la creación de una gran variedad de fachadas con relativamente poco esfuerzo. Pero el ladrillo clinker era costoso, por lo que muchos edificios se diseñaron para usarlos sólo en partes de sus fachadas.
Ejemplos que fueron construidos en la Cuenca del Ruhr, incluyendo arquitectura industrial (fábricas, edificios de oficinas, torres de agua, etc.) y edificios residenciales, como los municipios, oficinas de correos, iglesias y mansiones.
Un ejemplo importante es el Hans-Sachs-Haus de Alfred Fischer en Gelsenkirchen, planeado como un edificio multifuncional, que al final terminó siendo utilizado como edificio municipal. Su comparativamente simple fachada de ladrillo y esquinas redondeadas lo caracterizan como una síntesis entre el expresionismo y la Nueva Objetividad.
También en Gelsenkirchen, en la zona de Ückendorf, esta la gran obra de Josef Franke, la Iglesia Heilig-Kreutz (Santa Cruz). Su bóveda tiene la forma de una parábola. La punta de la torre cuadrada está coronada por una figura de Cristo hecha en ladrillo.
Otros edificios importantes del expresionismo en ladrillo son los cuarteles de policía, Bert-Brecht-Haus, y el municipio en Oberhausen, las oficinas de 
Alfred Fischer en el Regionalverband (autoridad de desarrollo regional) en Essen, el edificio BOGESTRA y los cuarteles policiales de Bochum, y el ala de cirugía pediátrica del hospital de la ciudad de Dortmund.

Ejemplos: Área del Ruhr, Westfalia, Renania
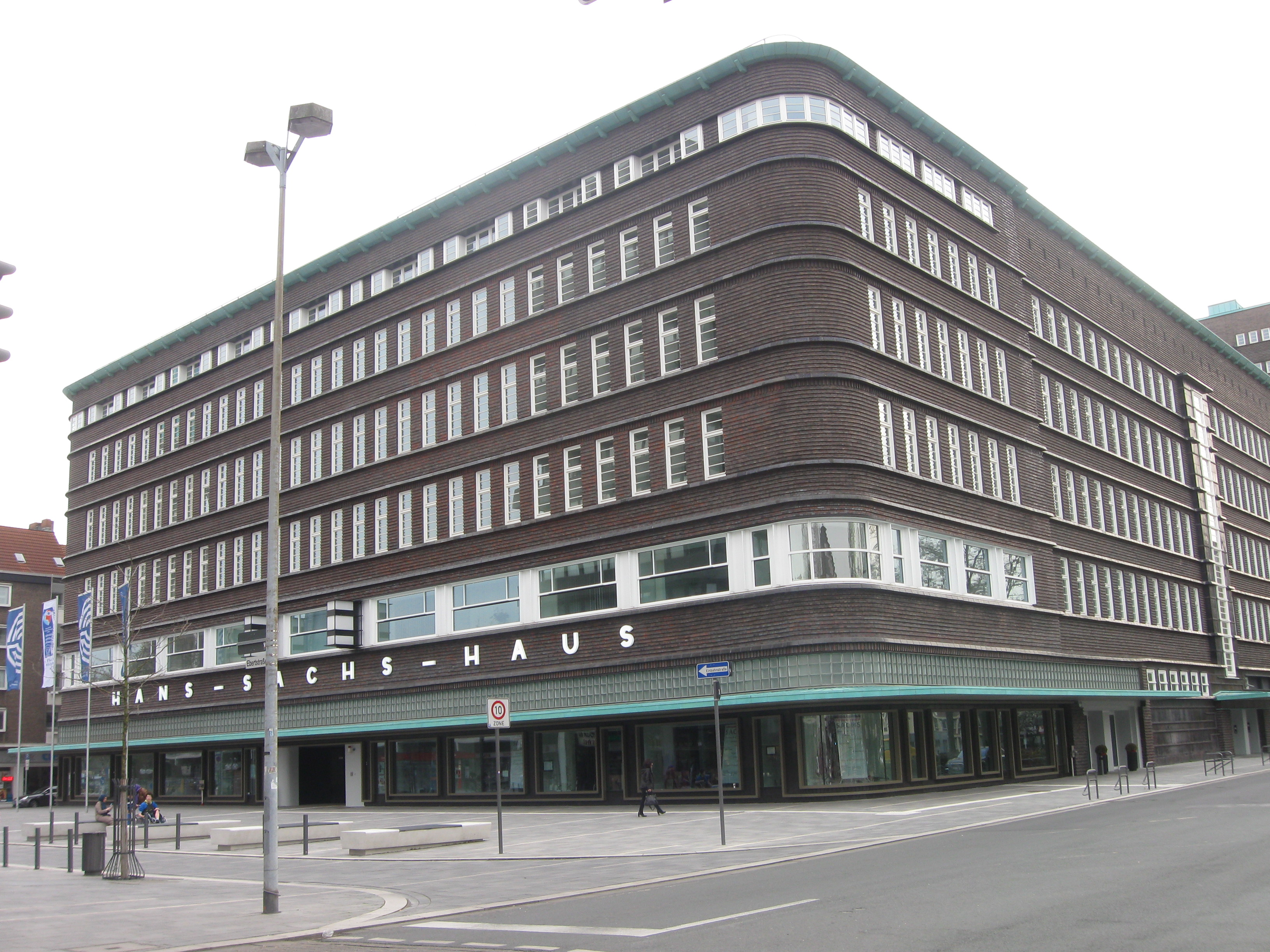
Hans-Sachs-Haus, Gelsenkirchen.
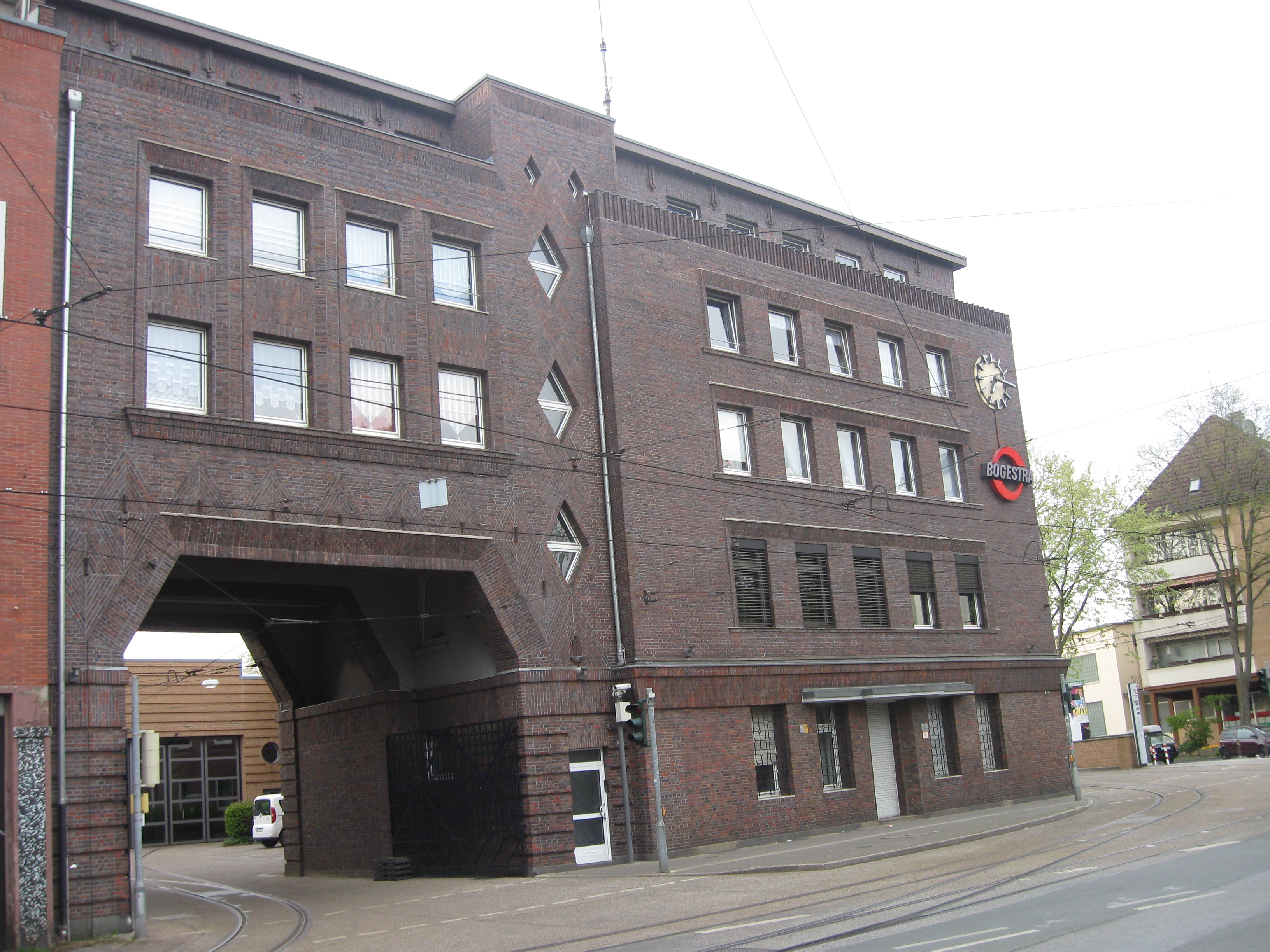
Tramyard, Gelsenkirchen.
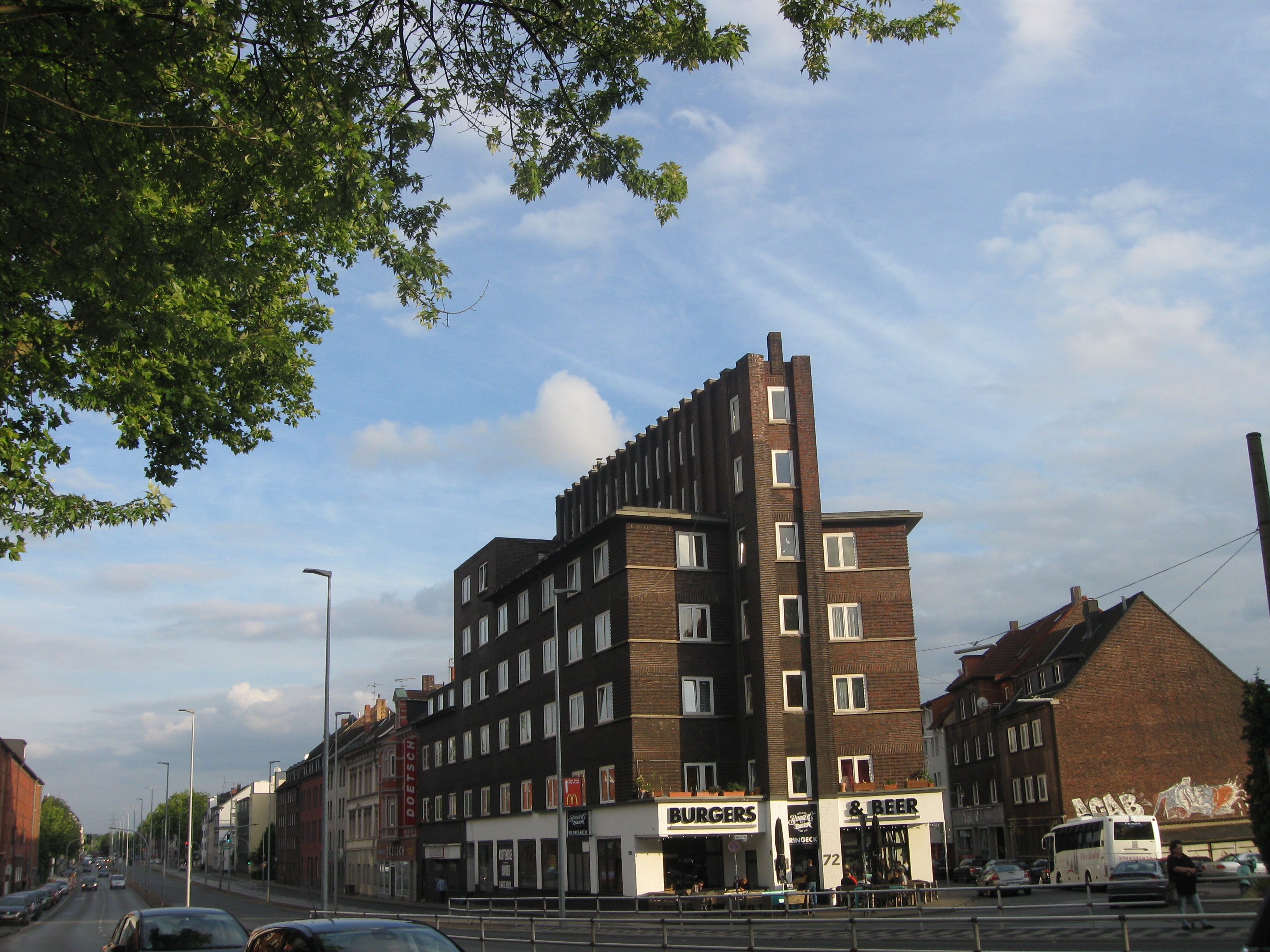
Edificio de tiendas y departamento "Ring-Eck", Gelsenkirchen.
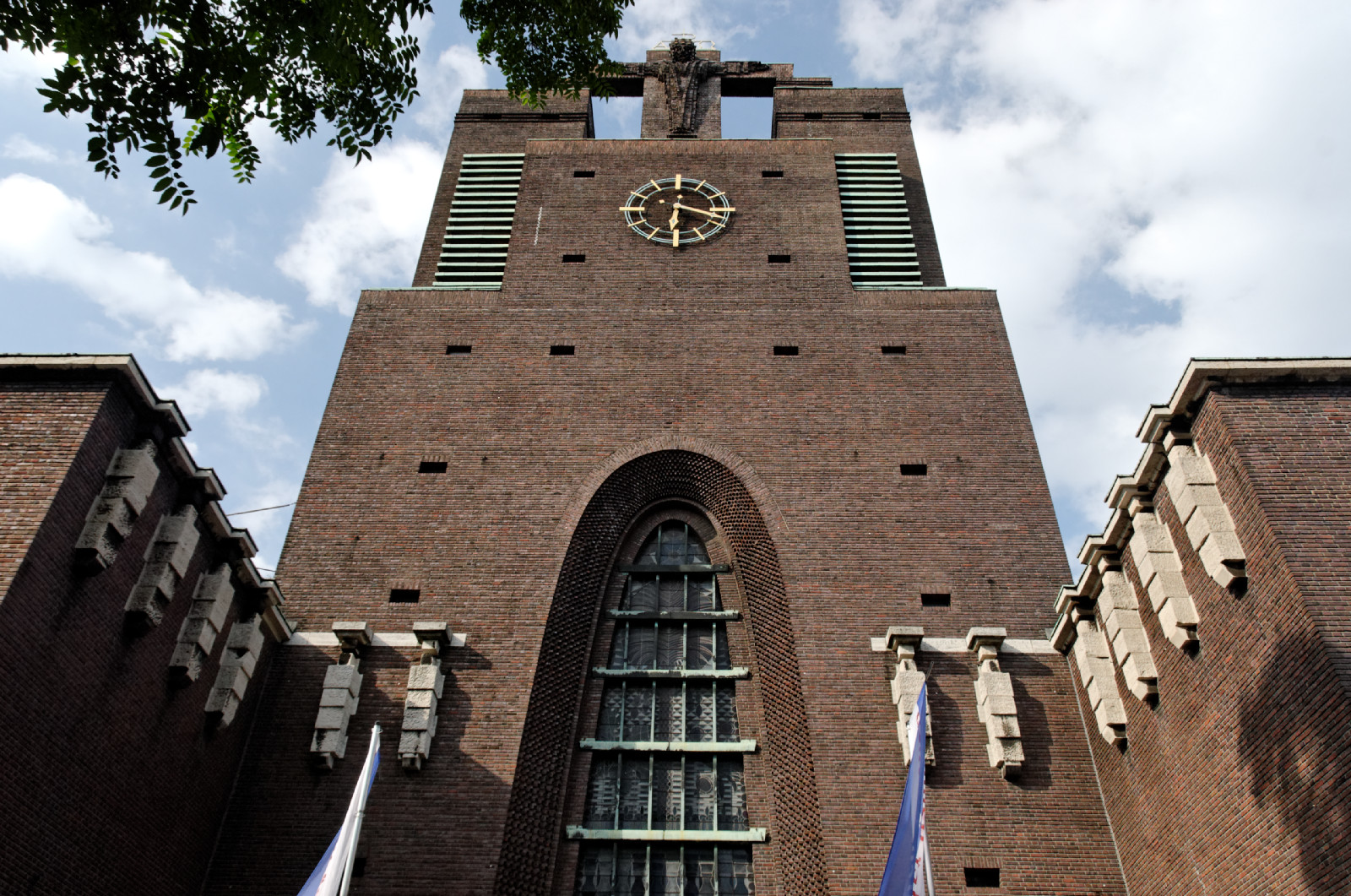
Heilig-Kreuz-Kirche, Gelsenkirchen-Ückendorf.
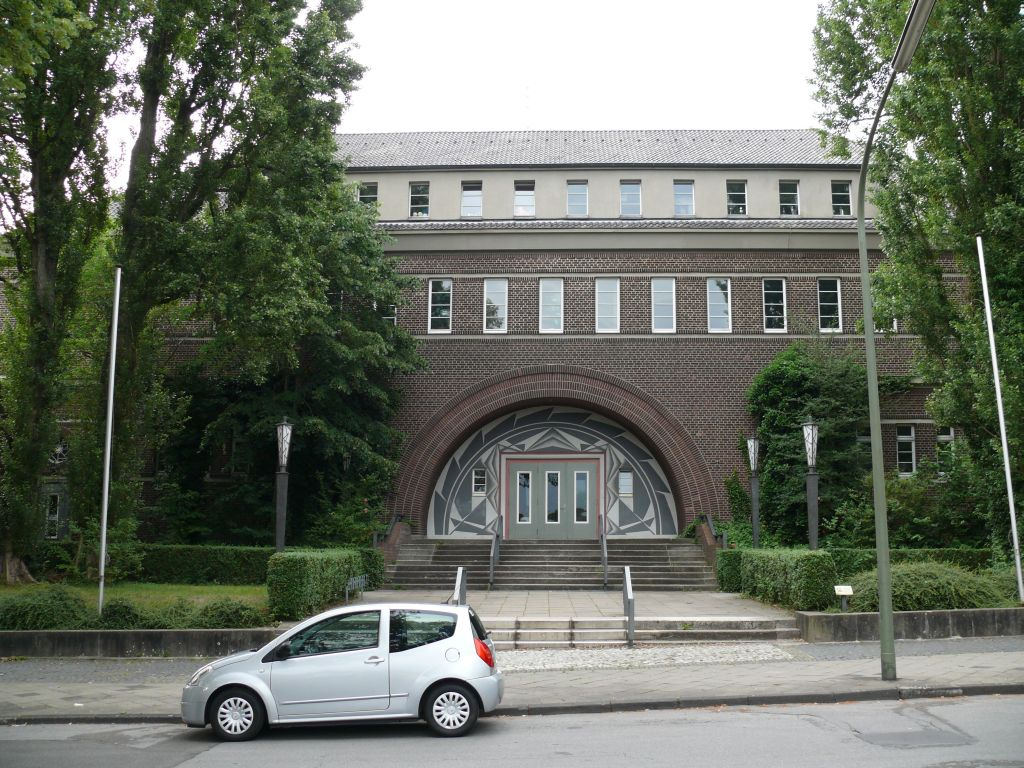
Salón multiuso Rotthausen , Gelsenkirchen.
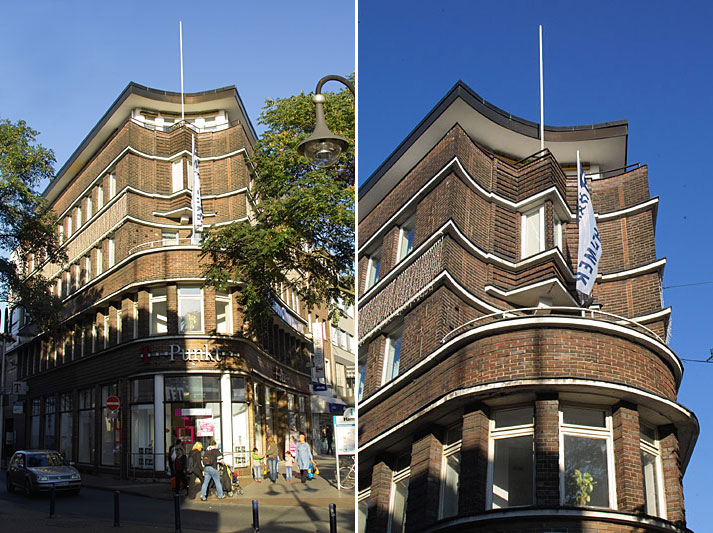
Edificio de tiendas y departamento Lommel, Hamm by Max Krusemark, 1927.
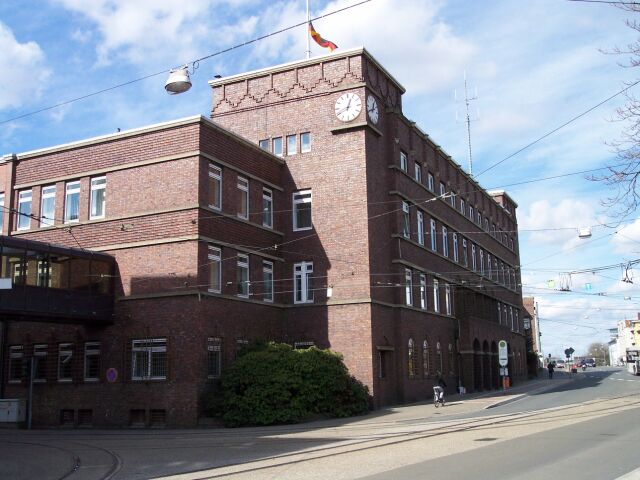
Oficinas centrales BOGESTRA, Bochum.
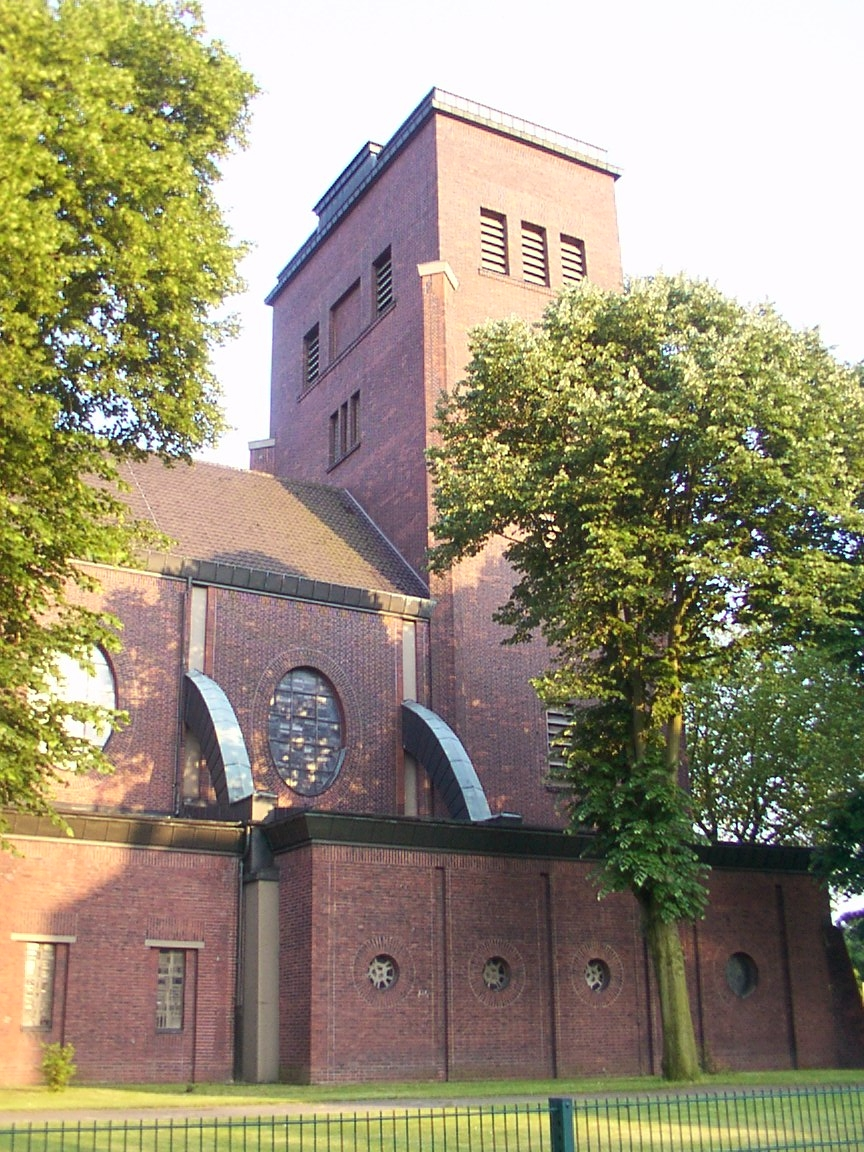
St. Antonius, Castrop-Rauxel-Ickern.
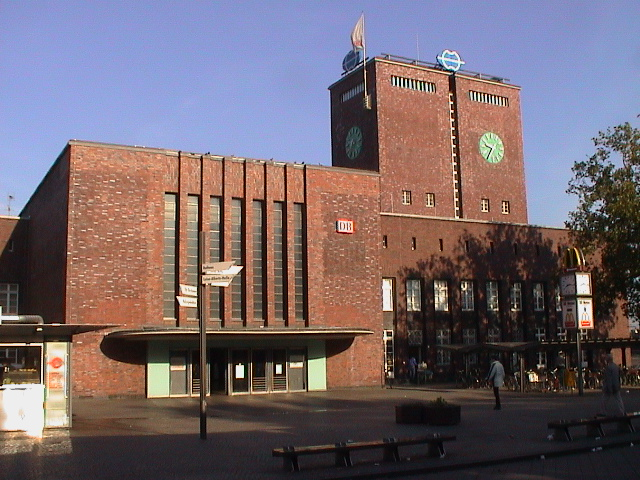
Estación de tren, Oberhausen.
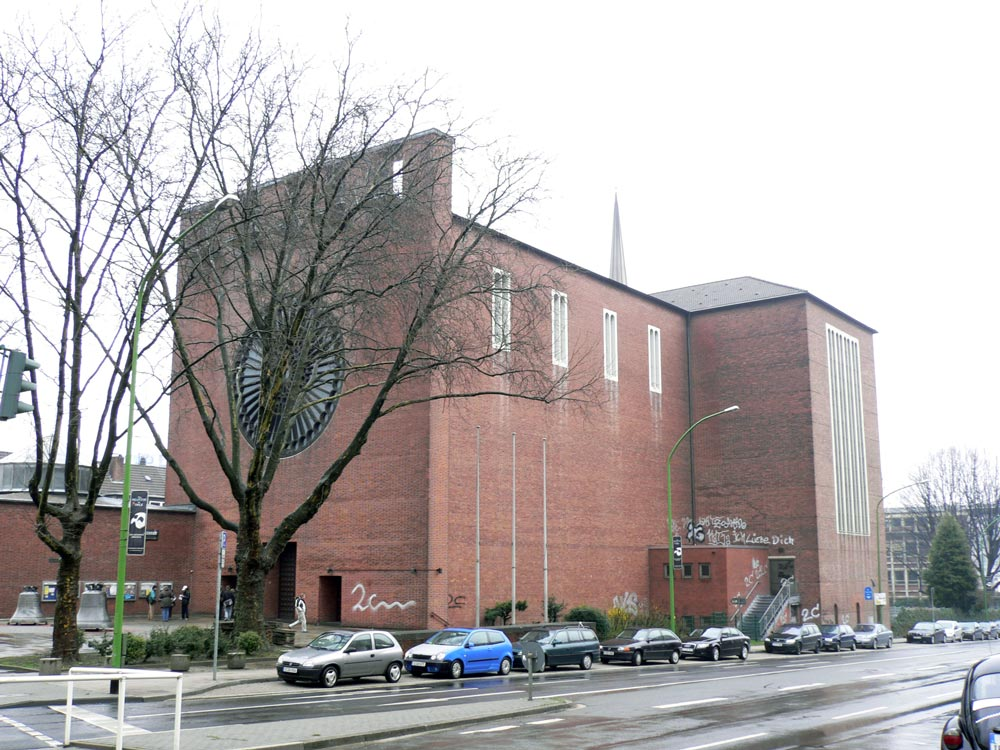
St. Engelbert, Essen.

## Berlín
Los ejemplos en Berlín incluyen el Kreuzkirche (Iglesia Evangélica de la Cruz) en Berlin-Schmargendorf y la Iglesia Evangélica en Hohenzollernplatz, 
de Fritz Höger.

Ejemplos en Berlín
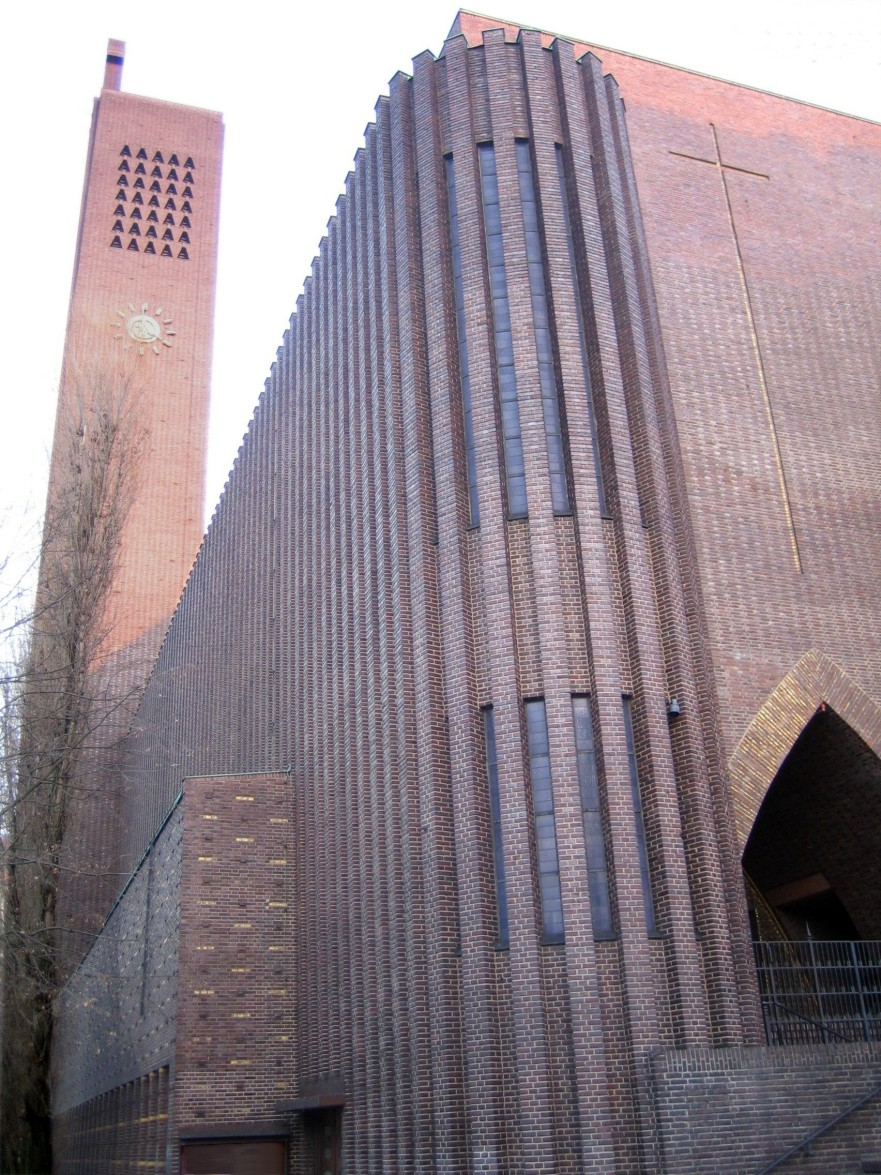
Berlín, Iglesia en Hohenzollerndamm.
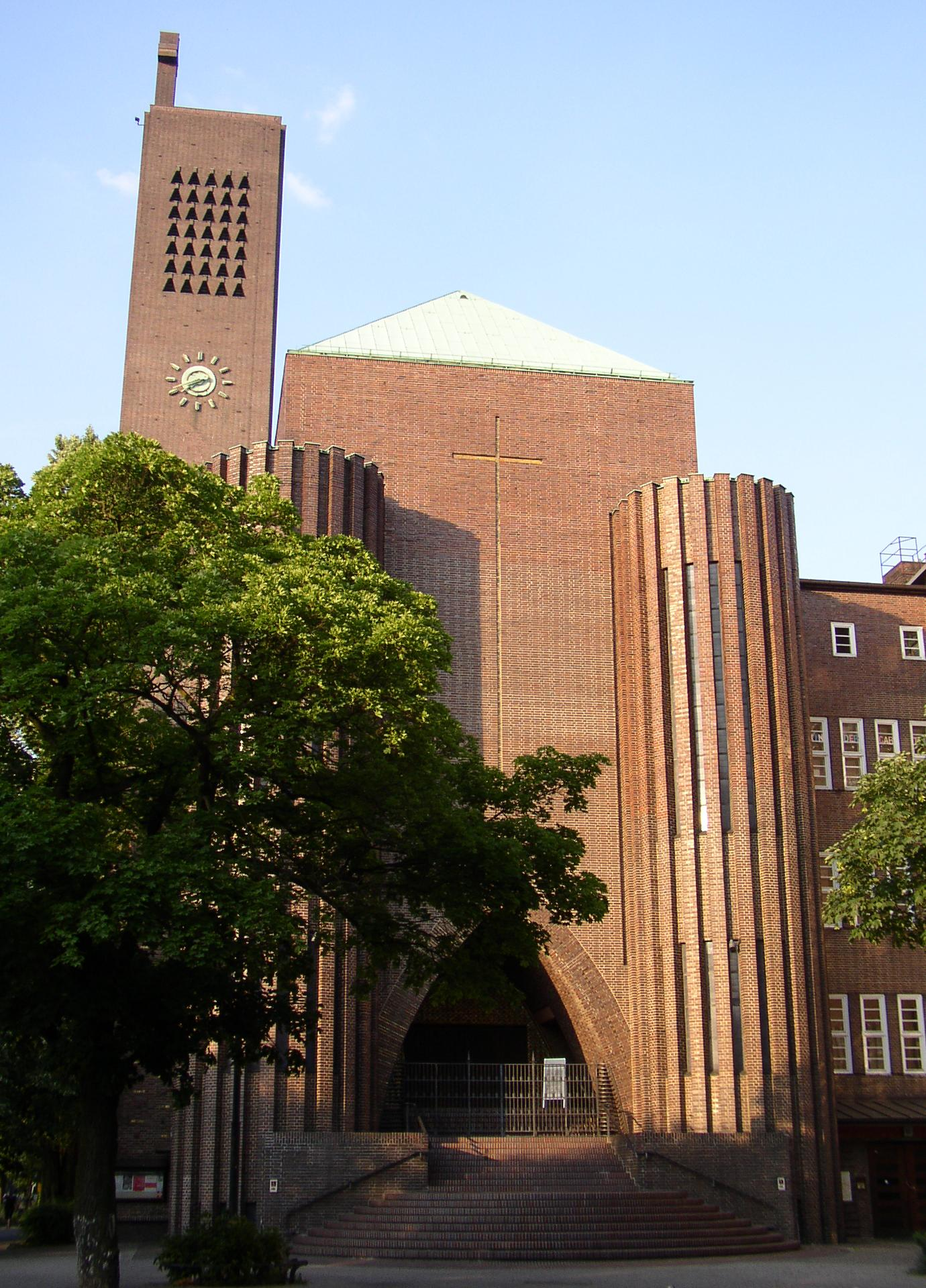
Berlín, Iglesia en Hohenzollerndamm.
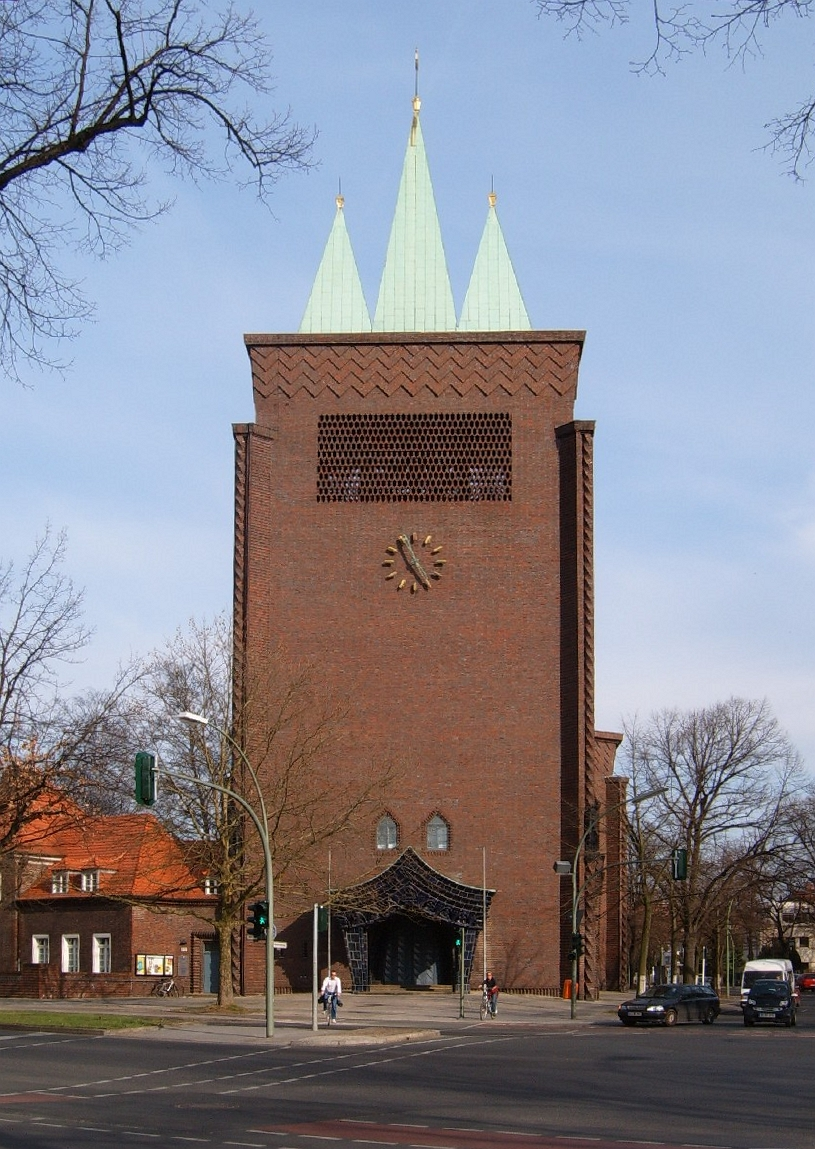
Kreuzkirche in Berlín-Schmargendorf
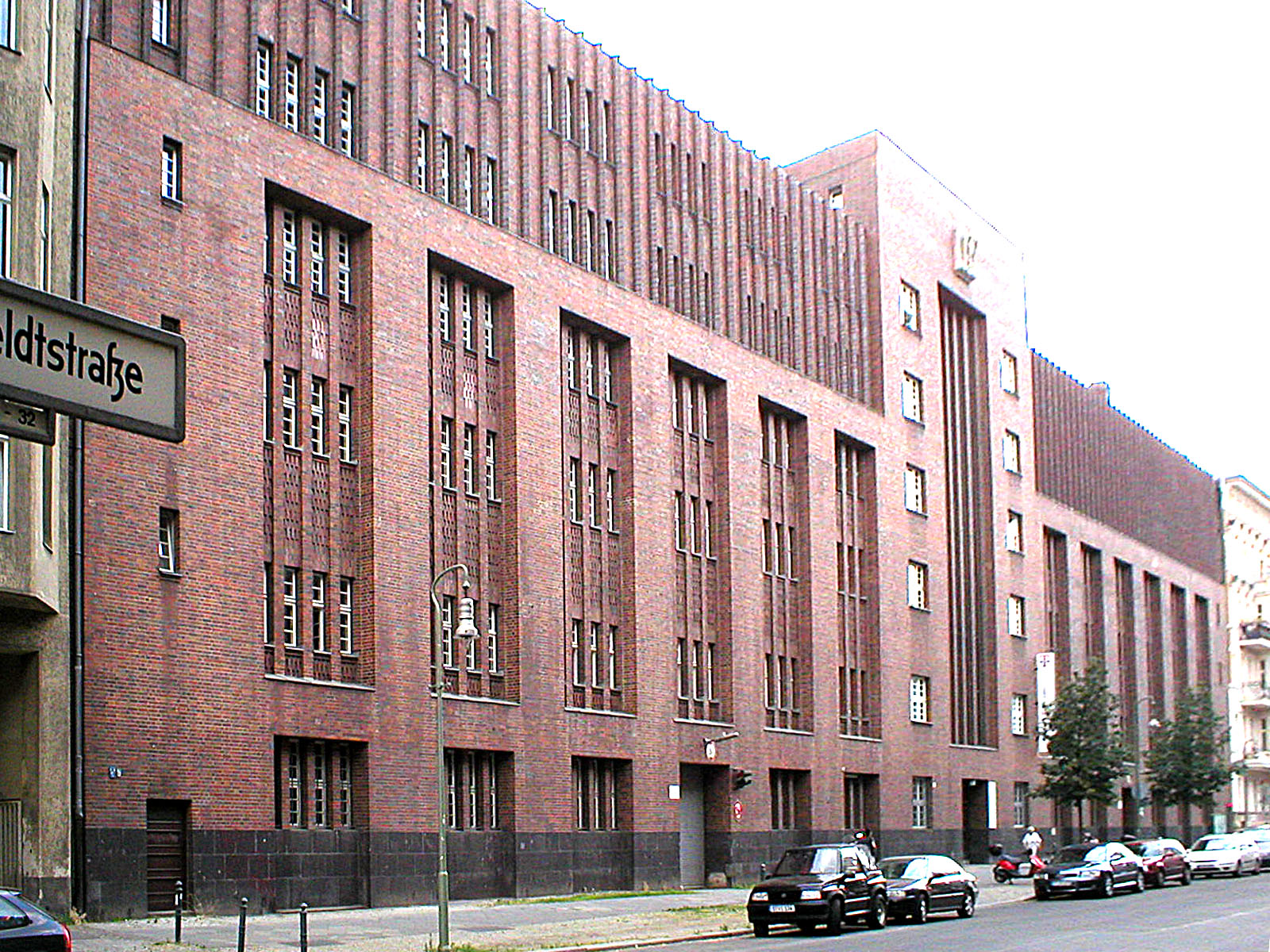
Fernmeldeamt, Winterfeldtstraße
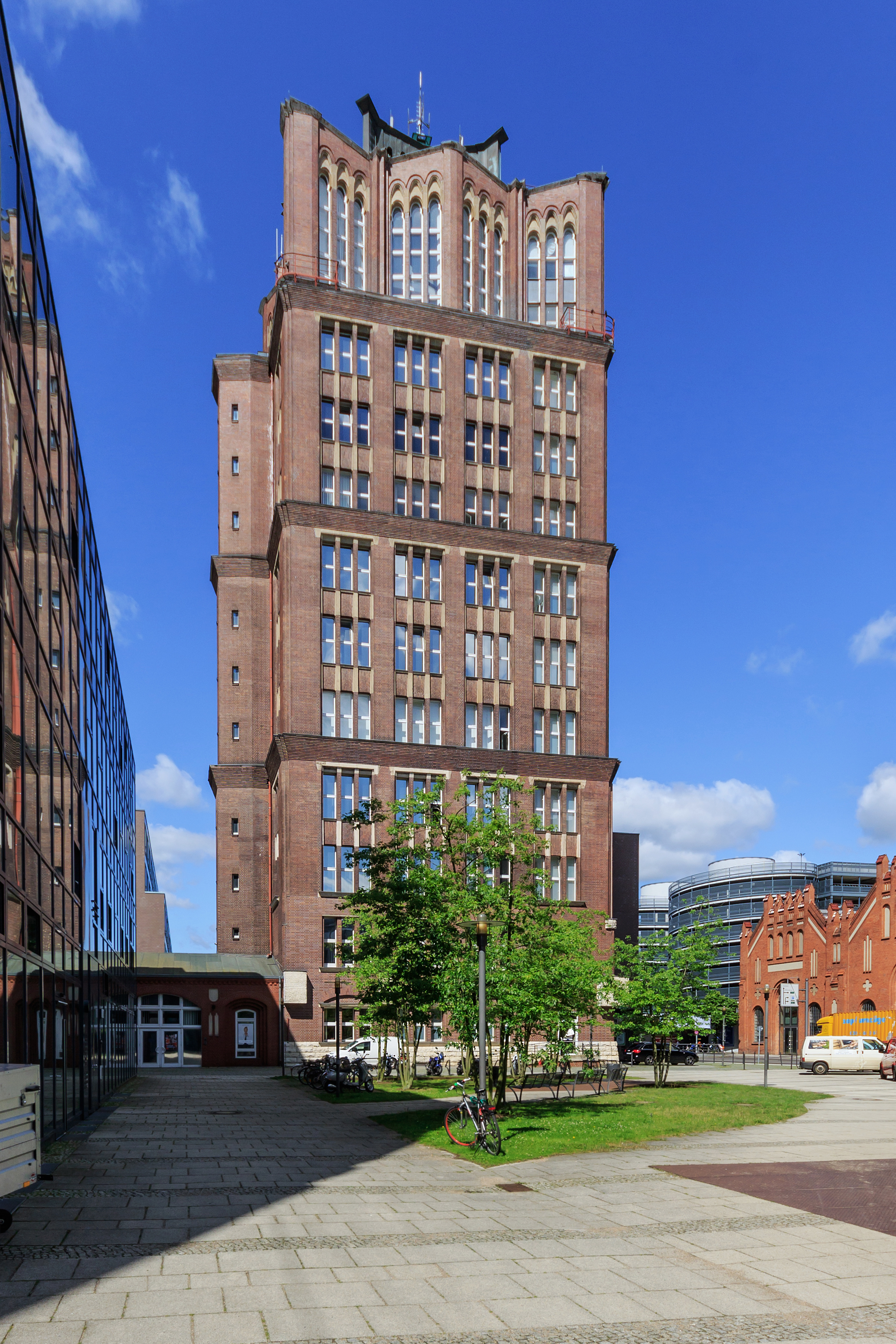
Torre Borsig en Berlín-Tegel de 1922-1925

## Holanda

Ejemplos en Holanda
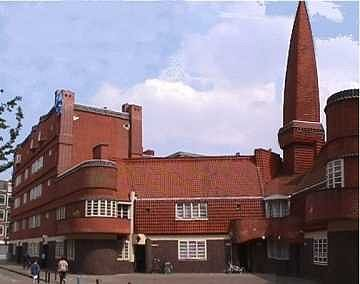
Het Schip, Ámsterdam.
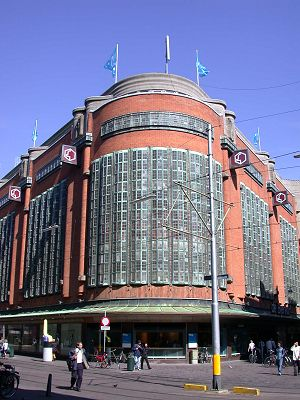
De Bijenkorf, La Haya.
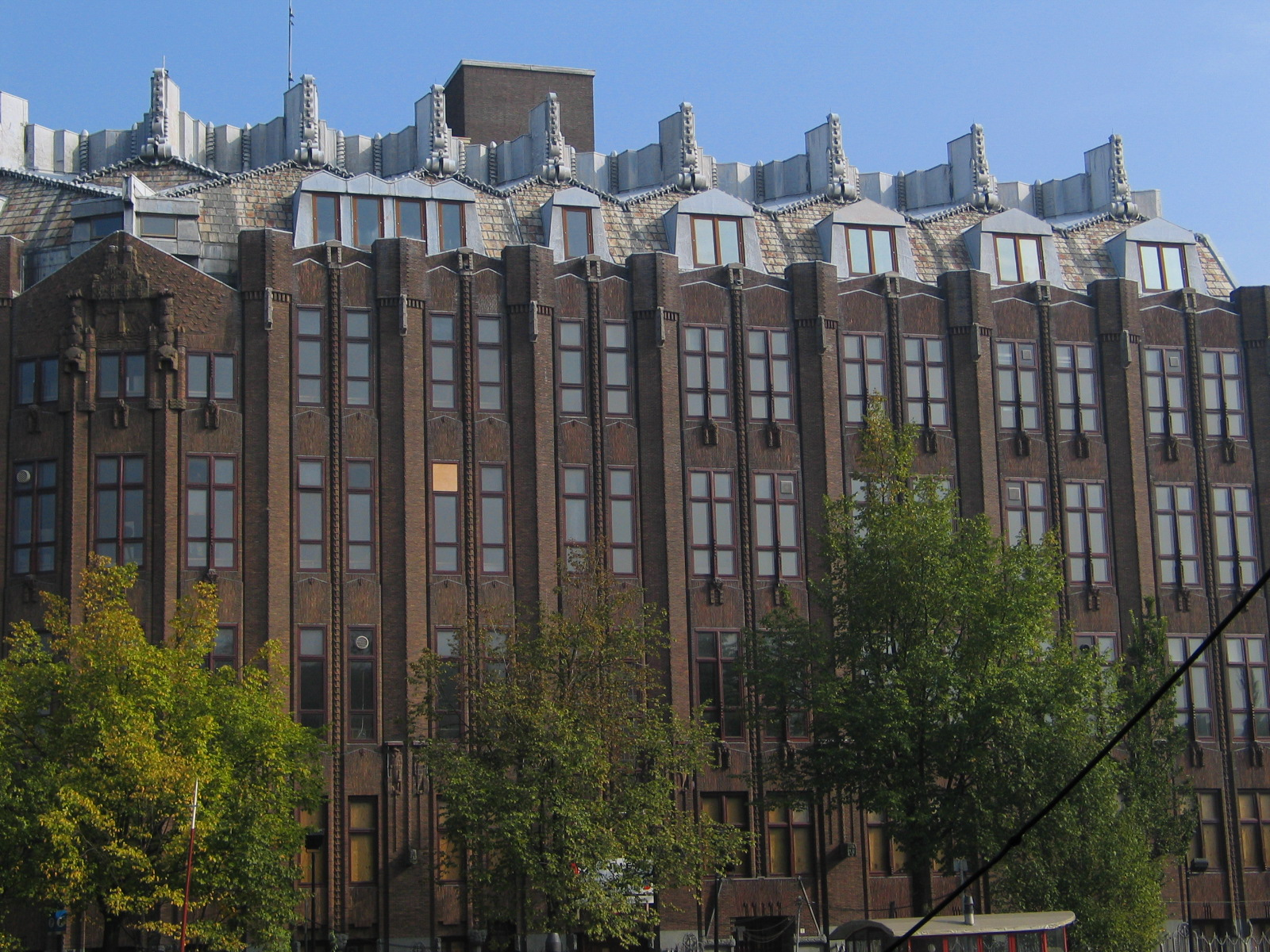
Scheepvaarthuis, Ámsterdam.

## Otros lugares
Otros grandes ejemplos del expresionismo en ladrillo incluyen la Sede del Banco Central Europeo (Grossmarkthalle) en Fráncfort del Meno, el Salón Principal de las oficinas centrales de Hoechst AH en Francfort-Höchst, y la iglesia de Grundtvig en Copenhague.

Ejemplos de arquitectura de Expresionismo en Ladrillo fuera de su núcleo
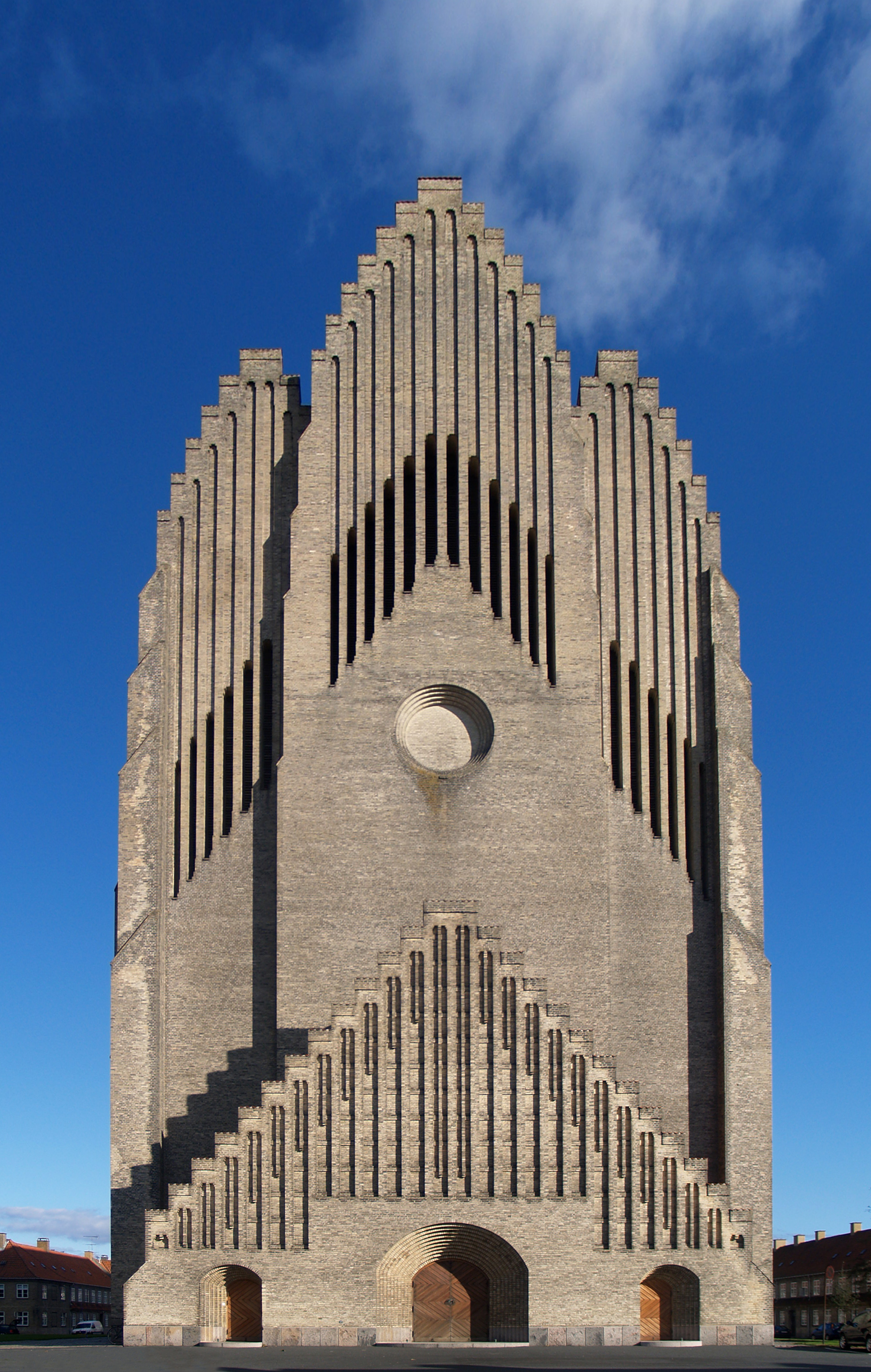
Iglesia de Grundtvig, Copenague.
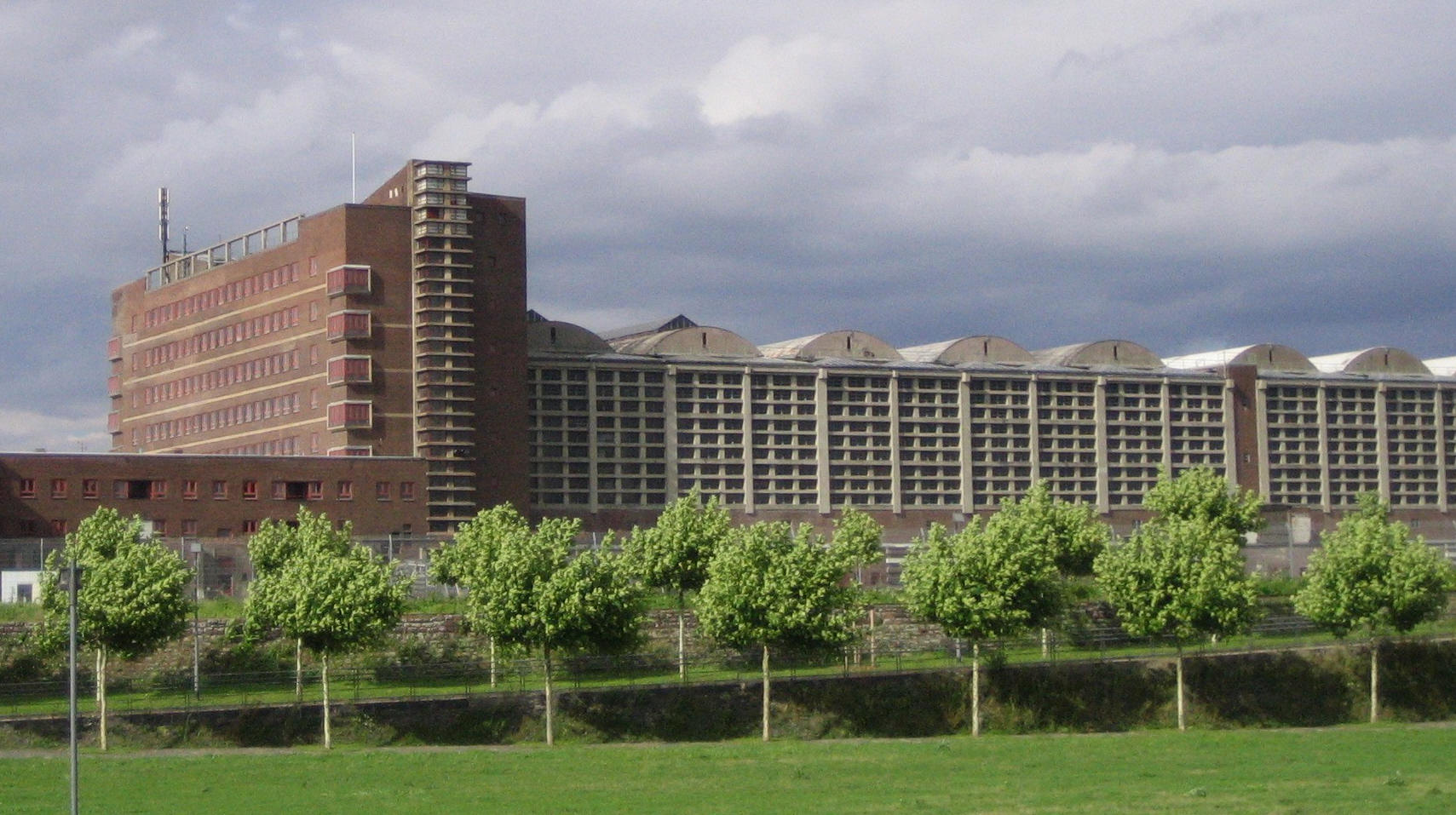
Grossmarkthalle, Fráncfort del Meno.
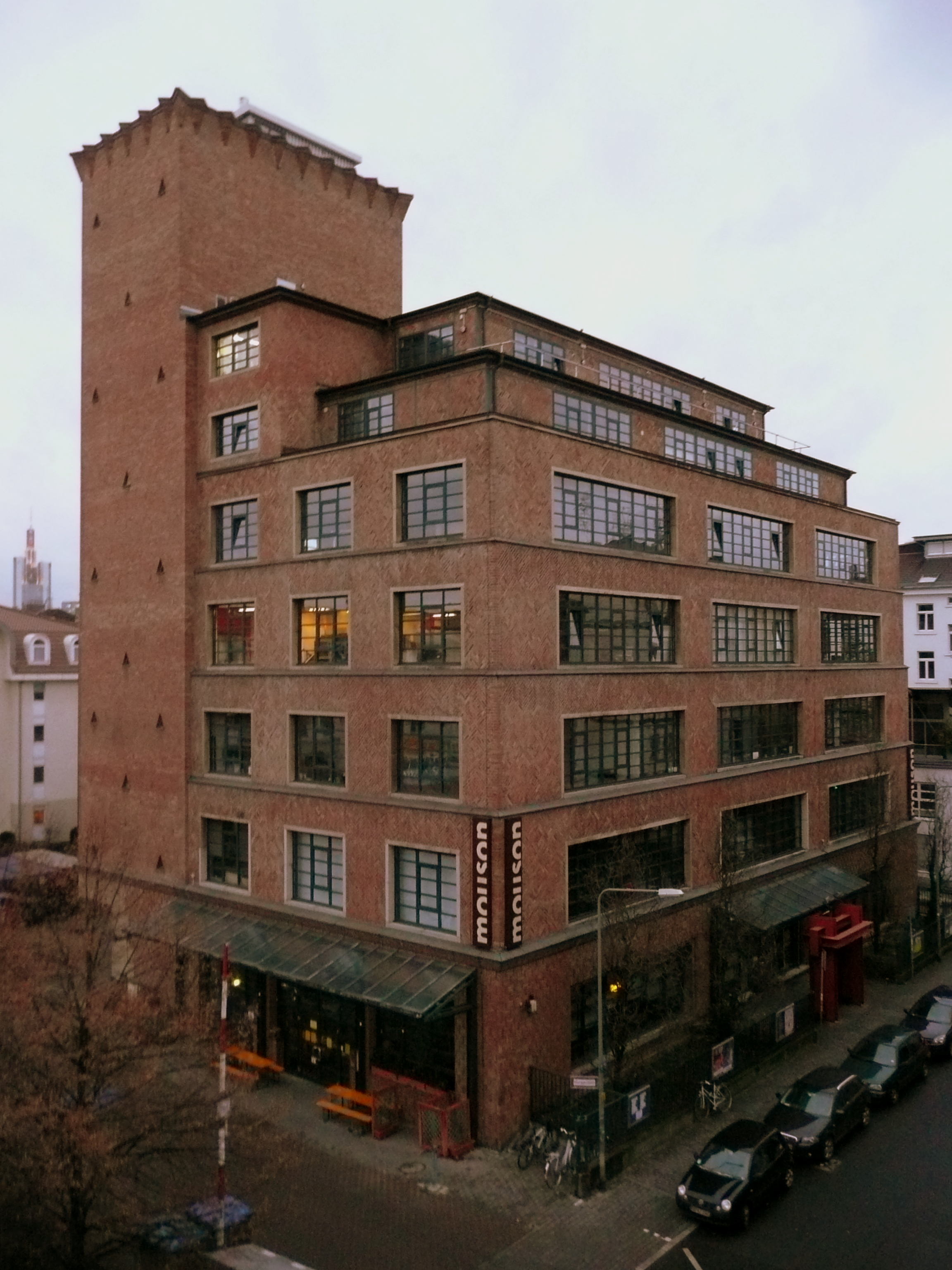
Mousonturm (edificio de una fábrica, ahora teatro), Fráncfort del Meno.
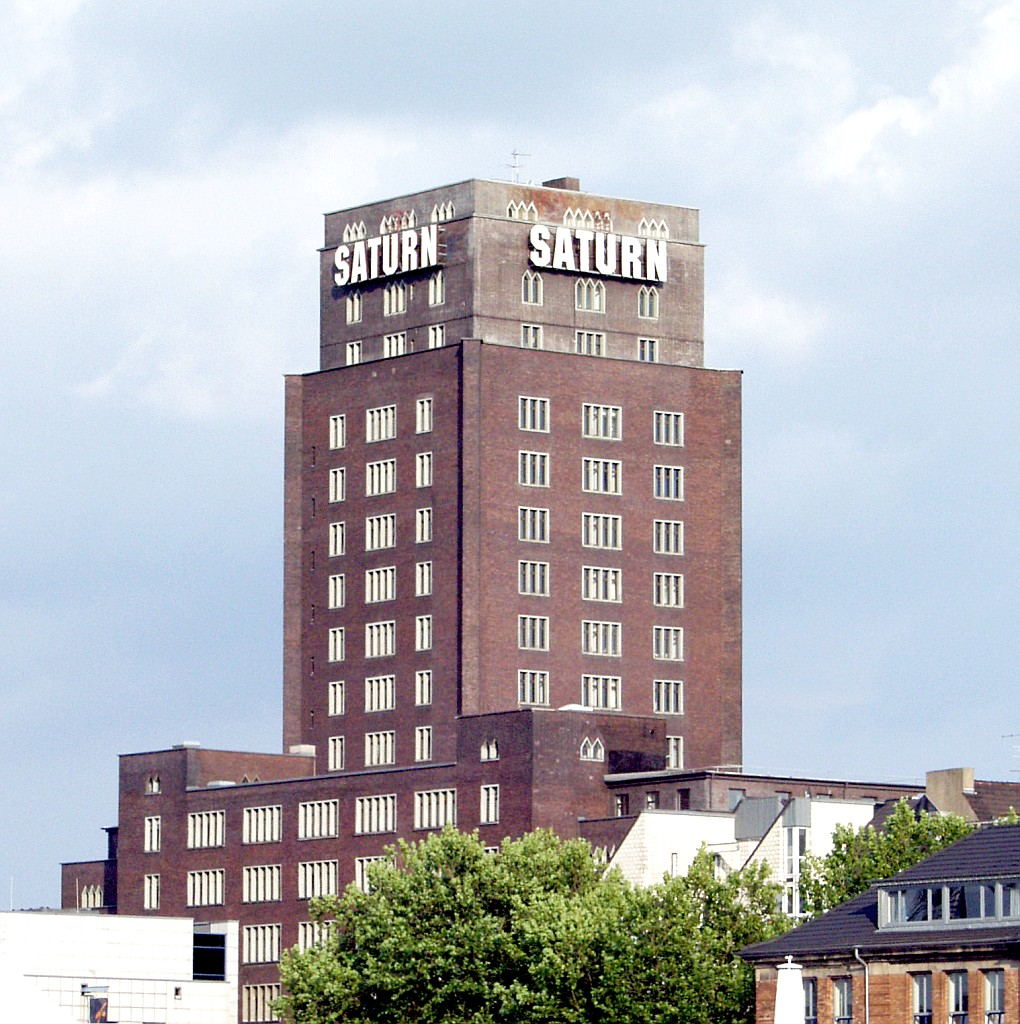
Hansahochhaus, Colonia.
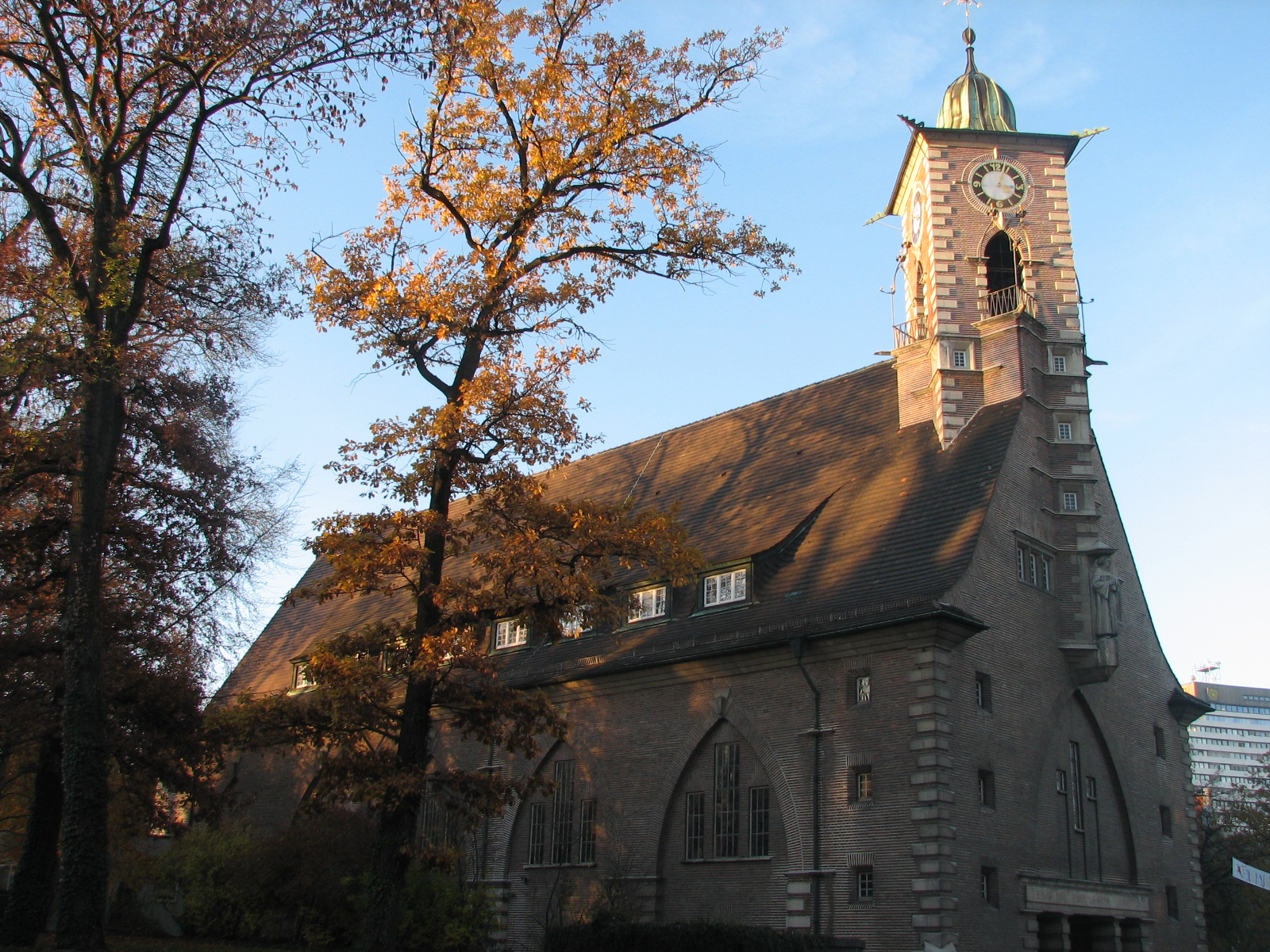
Iglesia Martin-Luther , Ulm.
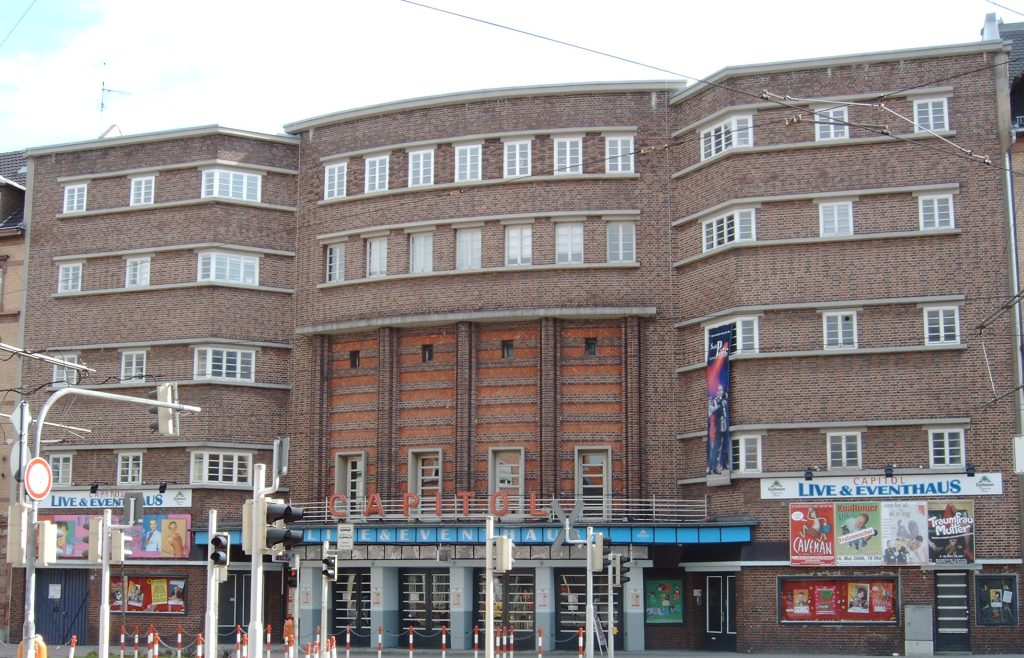
Capitol (originalmente un cine), Mannheim.

## Selección de Arquitectos
- Peter Behrens.
- Martin Elsaesser (Sur de Alemania).
- Theodor Veil (Sur de Alemania y Aachen).
- Alfred Fischer (Essen, área del Ruhr).
- Josef Franke (Gelsenkirchen, área del Ruhr).
- Fritz Höger (Norte de Alemania y Hamburgo, ejemplo: Chilehaus).
- Ossip Klarwein, chief designer (en alemán: Hauptentwurfsarchitekt[1]) with Höger's architecture firm (Northern Germany, Hamburg, e.g. Wichernkirche (destroyed in 1943), and Berlin, e.g. Kirche am Hohenzollernplatz).
- Michel de Klerk (Ámsterdam).
- Edmund Körner (área del Ruhr).
- Max Krusemark (área de Münster, Westfalia).
- Wilhelm Kreis (Rhineland y Westfalia).
- Paul Mebes (Berlín, Alemania oriental).
- Wilhelm Riphahn (Colonia)f
- Hans Poelzig (Berlín, Breslau)f
- Fritz Schumacher (Hamburgo)f
- Dominikus Böhm (Colonia, área del Ruhr, Swabia, Hesse)f